# Castro-Urdiales
Castro-Urdiales, también escrito en ocasiones Castro Urdiales, o simplemente Castro, es una ciudad y municipio costero situado en el norte de España, en la comunidad autónoma de Cantabria. Linda por el este y sureste con los municipios vizcaínos de Musques, Sopuerta, Trucíos y Arcentales; por el oeste y suroeste, con el municipio cántabro de Liendo; y por el sur, con el de Guriezo. La ciudad se sitúa a 75 km de la capital autonómica, Santander, y a 35 km de la villa de Bilbao (Vizcaya).
Con una superficie de alrededor de 96 km², es uno de los municipios costeros más poblados de la costa cantábrica con 33 365 habitantes (INE 2024); en Cantabria solamente Santander y Torrelavega tienen más población (véase tabla).
Castro-Urdiales a su vez es la capital del municipio.

## Toponimia
El nombre Castro-Urdiales está compuesto por dos palabras. La primera no genera dudas, ya que viene del término latino castrum, 'castillo'. De este nombre también proviene el topónimo montañés Castru.
La palabra Urdiales, sin embargo, genera más dudas. Se ha propuesto la hipótesis de hordeales, es decir, lugar de cebada (hordeum en latín). Valeriano Yarza da como más seguro que venga de Fortunalis, un antropónimo al que se le sumaría -icus, el genitivo de -ici. Tendría el mismo significado que Urdúliz, en Vizcaya. De esa manera, el topónimo habría pasado por *(F)ortu(n)alic(i) > *Ortualiz > *Urdualiz > *Urdialis > Urdiales, y significaría 'el castillo de Fortunalis'.
Durante un tiempo, también se propuso un origen vasco. Federico Krutwig en Vasconia: Estudio dialéctico de una nacionalidad proponía como topónimo en euskera el vocablo Urdialaitz, y Txillardegi en Euskal Herria Helburu el de Urdializ. Ninguna de estas propuestas es defendida por la Real Academia de la Lengua Vasca, que recomienda usar Castro Urdiales como exónimo.

## Historia

### Prehistoria

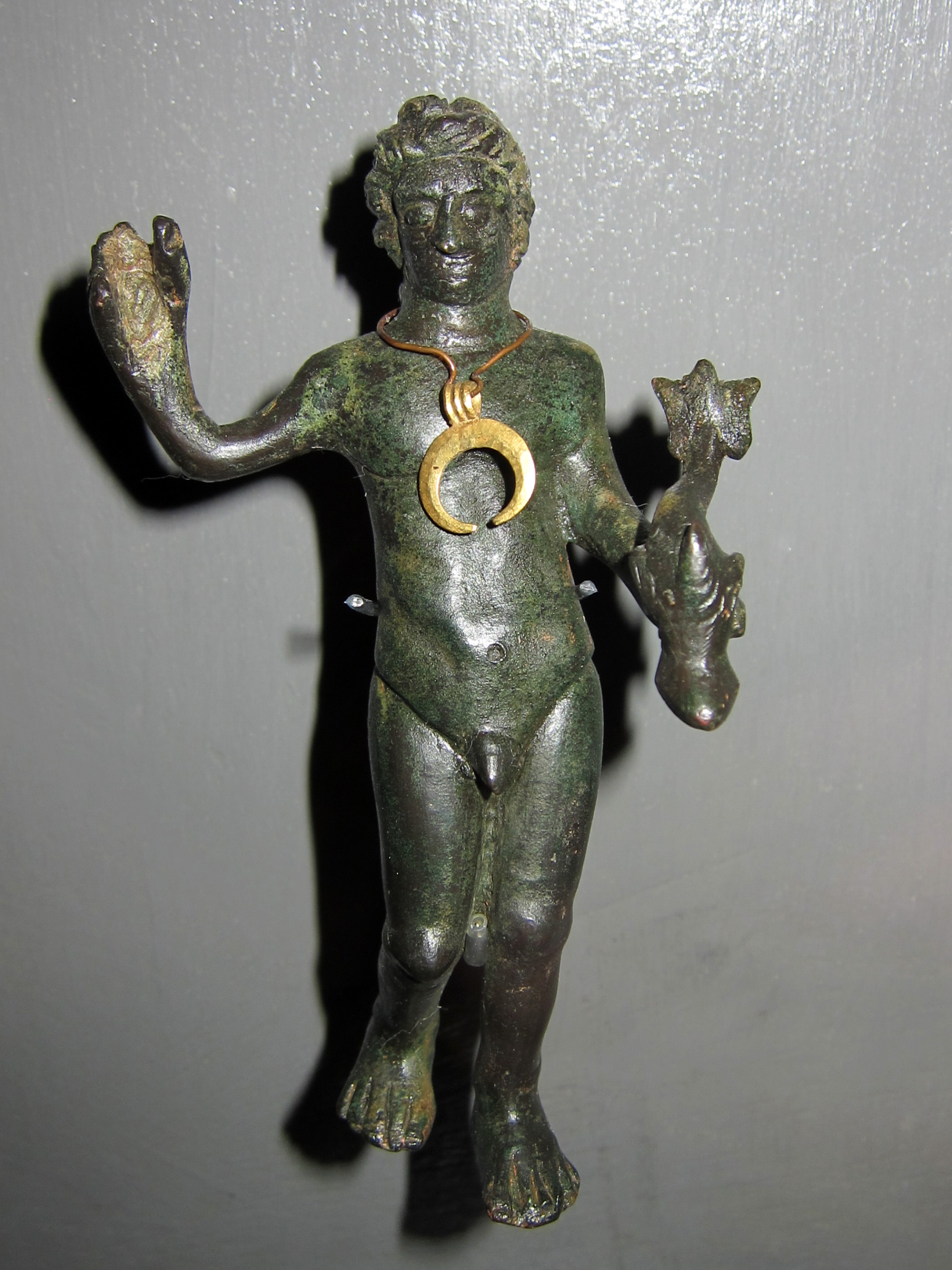
Figura de joven Neptuno proveniente del castro de Pico Cueto, depositada en el MUPAC

Las pinturas rupestres encontradas en la cueva de la Peña del Cuco, en la cueva de Urdiales, en la cueva de La Lastrilla, en la cueva de La Dársena y en la cueva Macizo de Juan Gómez demuestran que la zona estaba poblada en la prehistoria. Estas manifestaciones de arte rupestre además han permitido conocer materiales y restos arqueológicos.
Se han encontrado castros prerromanos en la peña de Santullán, Cotolino, el monte Cueto y la punta del Rebanal.
La actividad humana pudo iniciarse en el primer milenio a. C., en el poblado austrigón de la Peña de Sámano, donde se estableció la colonia romana de Portus Amanum que fue convertida por el emperador Vespasiano en civitas, con el nombre de Flaviobriga, en el año 74 d. C.

### Época romana
Ya en la época romana, Plinio el Viejo habla en su Historia Natural de la existencia del Portus Amanum o puerto de los amanos, que forman parte de los autrigones y del Castrum Vardulies o castro de los várdulos. Este establecimiento indígena estaba poblado por un grupo tribal prerromano, los sámanos, de donde surge el nombre del valle de Sámano y el río. Se piensa que este pueblo poseía un nivel cultural alto como lo demuestra la escultura de bronce de 14 cm de altura llamada «Neptuno cántabro», que posiblemente representó a una divinidad indígena que sostiene un delfín en una mano y en la otra posiblemente un tridente. Este grupo se dedicaba a la pesca, agricultura y ganadería, ya que el territorio era favorable para estas prácticas. Se han encontrado varios restos de cerámicas de bronce, de hierro y restos de trigo, conchas y excrementos.
Ptolomeo dice que esa parte de la costa pertenecía a las tierras de los autrigones. Una posible explicación de estas discrepancias sería que caristios y autrigones fuesen parte de los várdulos. En el año 74, se establece en ese territorio la colonia romana de Flaviobriga, que debe su nombre al emperador romano Vespasiano y cuya terminación en briga indica un origen inequívocamente céltico. Era una Colonia y Convento jurídico, con jurisdicción sobre nueve ciudades: Uxama, Segisamunculo, Antecuja, Deóbriga, Vindelia, Salionica, Tritium, Metallum y Viruesca.

### Edad Media
No se sabe si Flaviobriga desapareció en guerras, o si simplemente no desapareció. El Cronicón de Hauberto Hispalense dice que fue reparada o reedificada por los cántabros en el año 585.[cita requerida]
Sufrió probablemente el ataque de los normandos, que en el año 846 recorrieron el Cantábrico a sangre y fuego, y no se vuelve a tener noticias históricas fidedignas hasta que en 1037 queda integrada en el reino de Pamplona; el 28 de mayo de 1040, García Sánchez III de Pamplona entrega en arras a su esposa Estefanía, Sámano y Castro entre otros territorios, con sus señores correspondientes; en 1102 con motivo de la visita del obispo de Burgos, aparece en un documento con el nombre de Castrum Ordiales, fue a este asentamiento al que Alfonso VIII de Castilla otorgó en 1163 privilegio de villazgo y fuero, según el modelo de Logroño, a fin de apoyar la comunicación marítima de Castilla con Inglaterra y Francia, convirtiéndose en la primera villa marítima castellana. Parece que la persona que sugirió esta decisión al monarca fue Lope Díaz de Haro, antiguo señor de Vizcaya y tenente de Castro-Urdiales y las Merindades de Castilla Vieja.

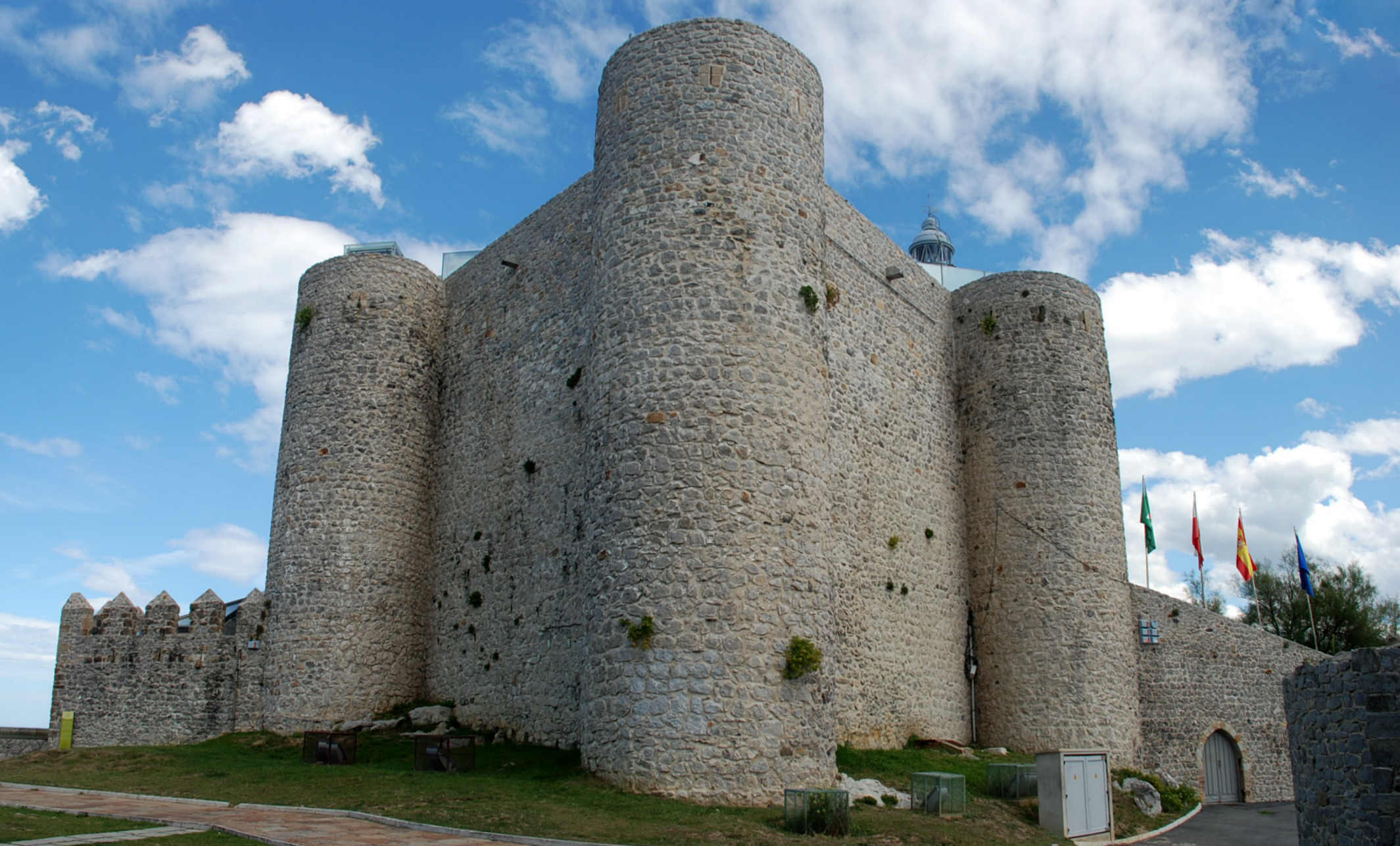
Castillo-faro de Castro-Urdiales

La actividad principal de Castro-Urdiales en la Edad Media era principalmente marítima. Desde la construcción naval en los astilleros de Sámano, en el río Brazomar, hasta la participación en la Reconquista aportando naves y hombres a la marina de Castilla, pasando por la pesca, la caza de ballenas y el comercio marítimo.
En 1163, en la ciudad de Burgos, Alfonso VIII concede a Castro-Urdiales el título de villa a través del Fuero de Logroño. Es de notar la importancia en ese momento de la villa, y de los servicios prestados a la corona, ya que es la primera de la costa cantábrica en recibirlo. Santander no lo recibe hasta el año 1187, Laredo en 1201, Bermeo en 1236 y Bilbao en 1300.
En tiempos de Fernando III el Santo, naves de Castro-Urdiales participan en la conquista de Sevilla.

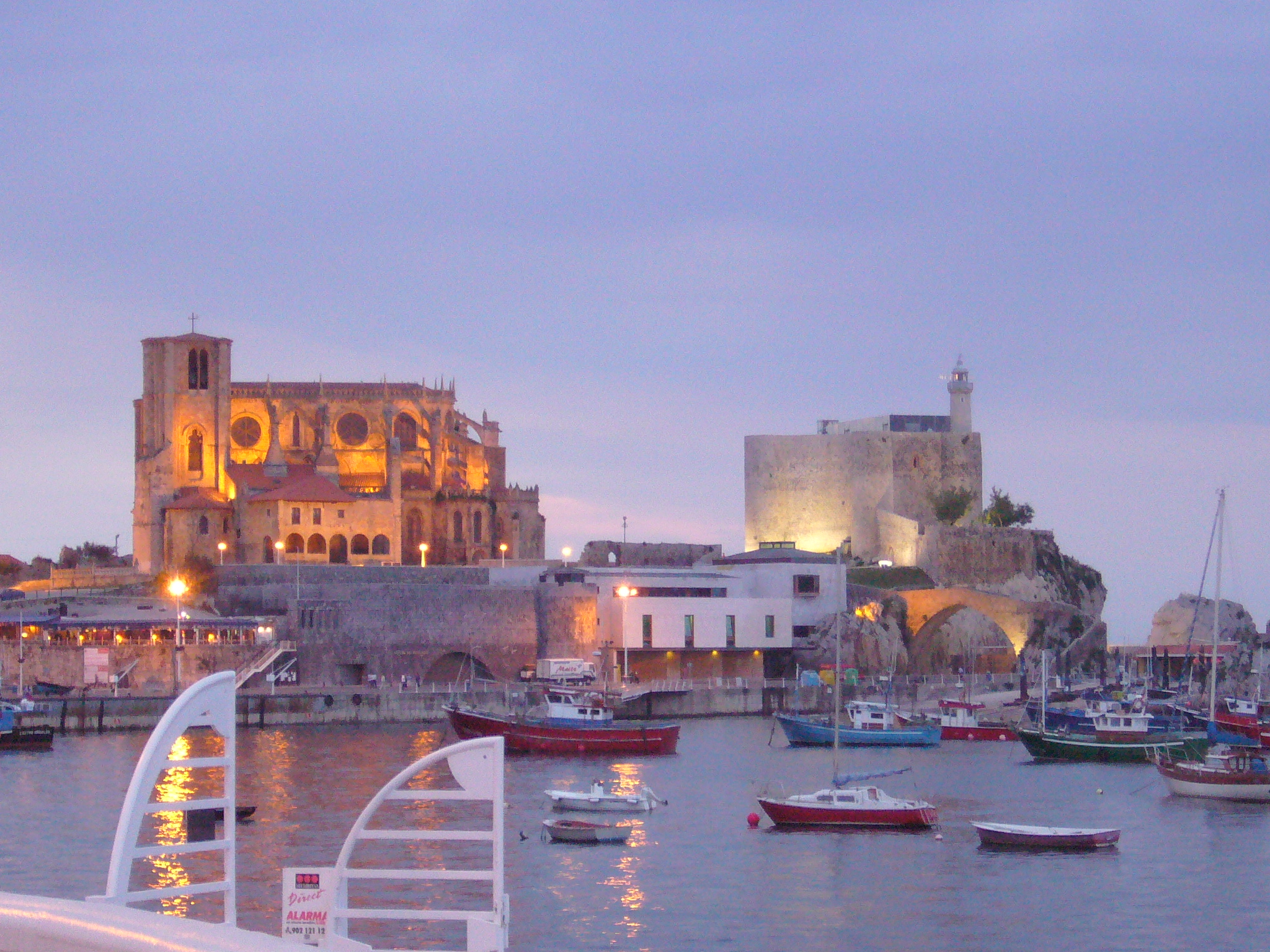
Iglesia de Santa María de la Asunción y el faro del castillo de Santa Ana

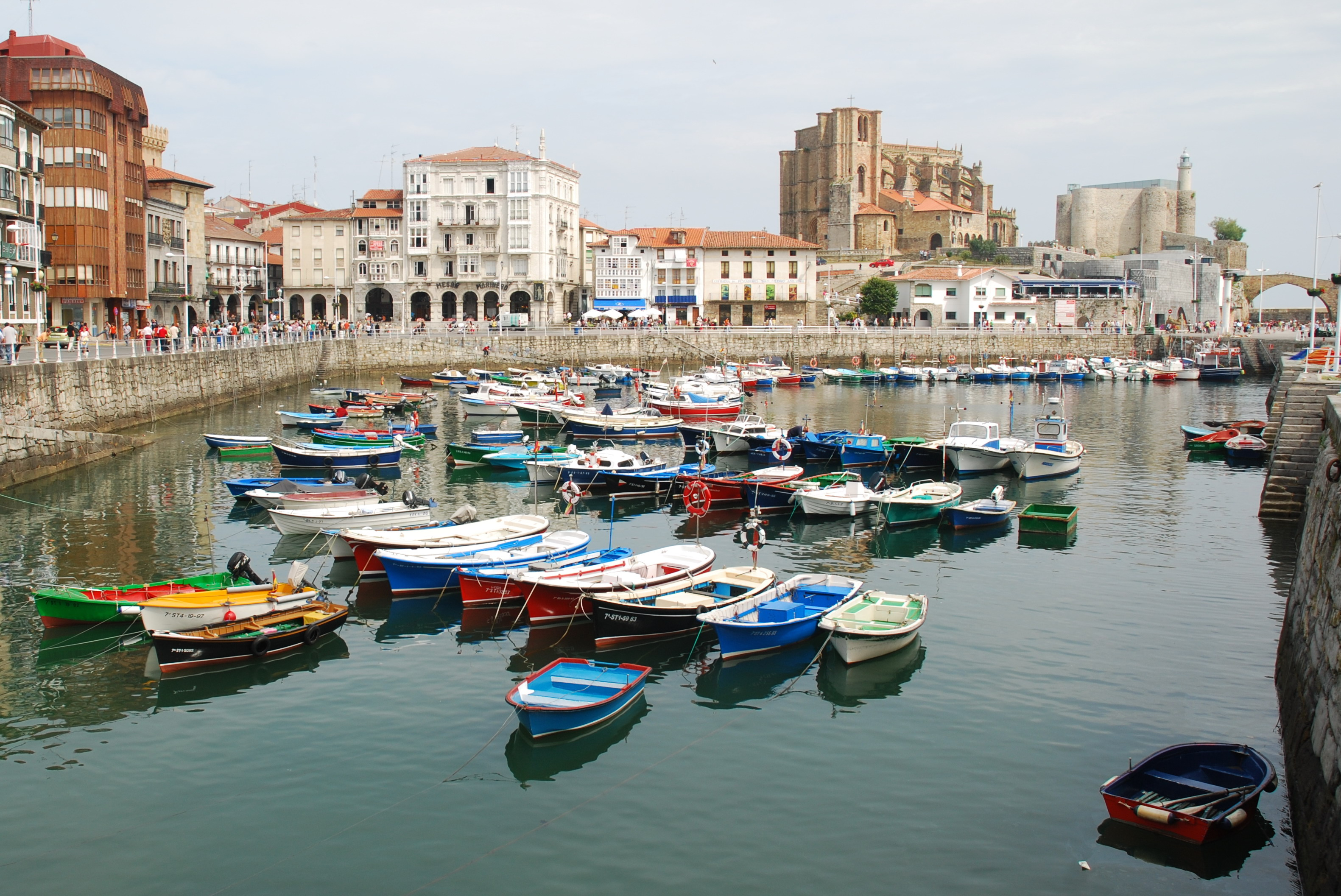
Puerto de Castro-Urdiales. Al fondo la iglesia de Santa María de la Asunción, el faro del castillo de Santa Ana y el puente medieval

En 1262, en tiempos de Alfonso X el Sabio, participa de forma importante, junto con las Cuatro Villas, en la repoblación de Cádiz, recientemente reconquistada.
En 1296 se crea en Castro-Urdiales la Hermandad de la Marina de Castilla con Vitoria o Hermandad de las Marismas, en la que participan San Vicente de la Barquera, Santander, Laredo, Castro-Urdiales, Bermeo, Guetaria, San Sebastián y Vitoria. La finalidad principal de la Hermandad es proteger el comercio marítimo y aliarse con el Rey para mantener los fueros y evitar abusos de la nobleza. Esta Hermandad mantuvo enfrentamientos continuos con los ingleses, especialmente con los asentados en Bayona.
En el siglo XIII se construye la iglesia de Santa María de la Asunción.
En esta época surge la divisa de la ciudad, que sobrevive hasta nuestros días. El texto original dice así:

Castro soy y Castro he sido

Asiento en firme Montaña

Y a la Corona de España

Con lealtad siempre he servido.

Villa del mar de Castilla

primer fuero el de esta villa.

Armas, Escudo y Señal

Castillo, Puente y Santa Ana

Naos, Ballena y mar llana

Son de Castro la Leal

También existe otra versión, en la que cambia el comienzo de la divisa:

Castro soy y siempre he sido,

Vizcaya firme en mi asiento,

Y a España con noble aliento

Y lealtad siempre he servido

Esta última divisa se usó entre los años 1394 y 1471.
En 1360 el Príncipe Negro vino para ayudar al rey Pedro I el Cruel en su lucha en contra de Enrique de Trastámara, hermano de Pedro I y aliado de Carlos V de Francia. Pedro I se comprometía a sufragar todos los gastos de campaña a las tropas del Príncipe Negro, al derecho de rescate de cuantos prisioneros consiguiesen sus tropas y a cederle, las villas de Bermeo, Castro-Urdiales y Bilbao y el espacio comprendido entre estas dos últimas, que se extendería dos leguas desde la costa al interior. Eduardo, con un poderoso ejército compuesto de tropas inglesas y súbditos franceses, y acompañado de su hermano el duque de Lancaster derrotó en la batalla de Nájera, en 1367, a los ejércitos de Enrique de Trastámara. El rey Pedro I de Castilla, se negó a pagarle el dinero acordado por prestarle su ayuda, por lo que el Príncipe Negro abandonará Castilla, dejando solo a Pedro I en la lucha. Lo que a la larga significará la derrota de Pedro I.
En 1394, Castro-Urdiales se unió al señorío de Vizcaya buscando protección ante las luchas banderizas. El 26 de agosto de 1463 suscribió en la casa de Juntas de Guernica el Fuero Viejo de Vizcaya de 1452. Al señorío de Vizcaya perteneció hasta el año 1471, cuando solicitó y obtuvo su separación, a través de una cédula despachada por Pedro Fernández de Velasco, señor de la Casa de Salas, conde de Haro y camarero mayor de Juan II de Castilla.
«El Noble Cabildo de Navegantes y Mareantes del Señor Santo Andrés», fue fundado por privilegio de Enrique III en 1395 y confirmado por Felipe II en 1548.

#### Torres medievales
Existieron dentro del recinto murado de la villa las torres de Vitoria, la de los Amoroses, la de los Marca, y la de los Castillo. En 1445 entró en la villa Lope García de Salazar con sus hombres llamado por los Amoroses, que luchaban contra los de Castillo, que apoyados por los Marroquines, se habían apoderaron de la torre Vitoria, situada en la plaza de la villa y propiedad de Lope García de Salazar. Las luchas entre ambos bandos duraron varios días por las calles de la villa hasta que el conde de Haro mandó hiciesen treguas.

### Edad Moderna
Con el descubrimiento de América, se produce el resurgimiento comercial de Castro, dedicándose casi en exclusiva a la actividad mercantil con las colonias de ultramar y abandonando prácticamente el comercio con la Europa atlántica.
A finales del siglo XVI, las pestes que asolaron la ciudad unidas con los continuos temporales, hicieron que la población de la ciudad descendiera notablemente. Es por ello que Castro comienza a perder importancia paulatinamente, y junto con las villas de Laredo, San Vicente de la Barquera y Santander forma el corregimiento de las cuatro Villas de la Marina de Castilla, cuyo corregidor residía en Laredo.
En 1588, participa en la aventura de la Armada Invencible con 15 naves y unos 400 hombres, que se integran bajo el mando de Antonio Hurtado de Mendoza.
En 1676, se realizaron gestiones para segregarse del Corregimiento e integrarse de nuevo en el Señorío de Vizcaya, gestiones que fracasaron por la oposición de la villa de Bilbao, que usufructuaba las ventajas forales para el comercio; en 1738, a cambio de una donación de 140 000 escudos, obtuvo permiso de Felipe V para incorporarse al Señorío de Vizcaya; en 1741 volvió al Corregimiento de las cuatro villas. De 1745 a 1763 permaneció en una situación administrativa anómala, fuera de la jurisdicción castellana y de la vizcaína, tras haber intentado sin éxito volver al señorío. En 1763, Carlos III restituyó a la villa al Corregimiento de las cuatro villas.
La última sesión de Ayuntamiento en que se trató la incorporación a Vizcaya, se produjo el 30 de octubre de 1774.
En 1796 la villa de Castro-Urdiales y otros territorios orientales, que no habían sido invitados a la primera junta, se incorporaron a la Provincia de Cantabria de 1778.
De 1799 a 1801, fue incluida en la provincia marítima de Santander. En 1833, pasó a formar parte de la provincia de Santander.

### Edad Contemporánea
El 11 de mayo de 1813 es tomada, tras fuerte resistencia, por las tropas napoleónicas franco-italianas del general Foy. La ciudad queda prácticamente destruida, y parte de los defensores consiguen escapar en buques ingleses.

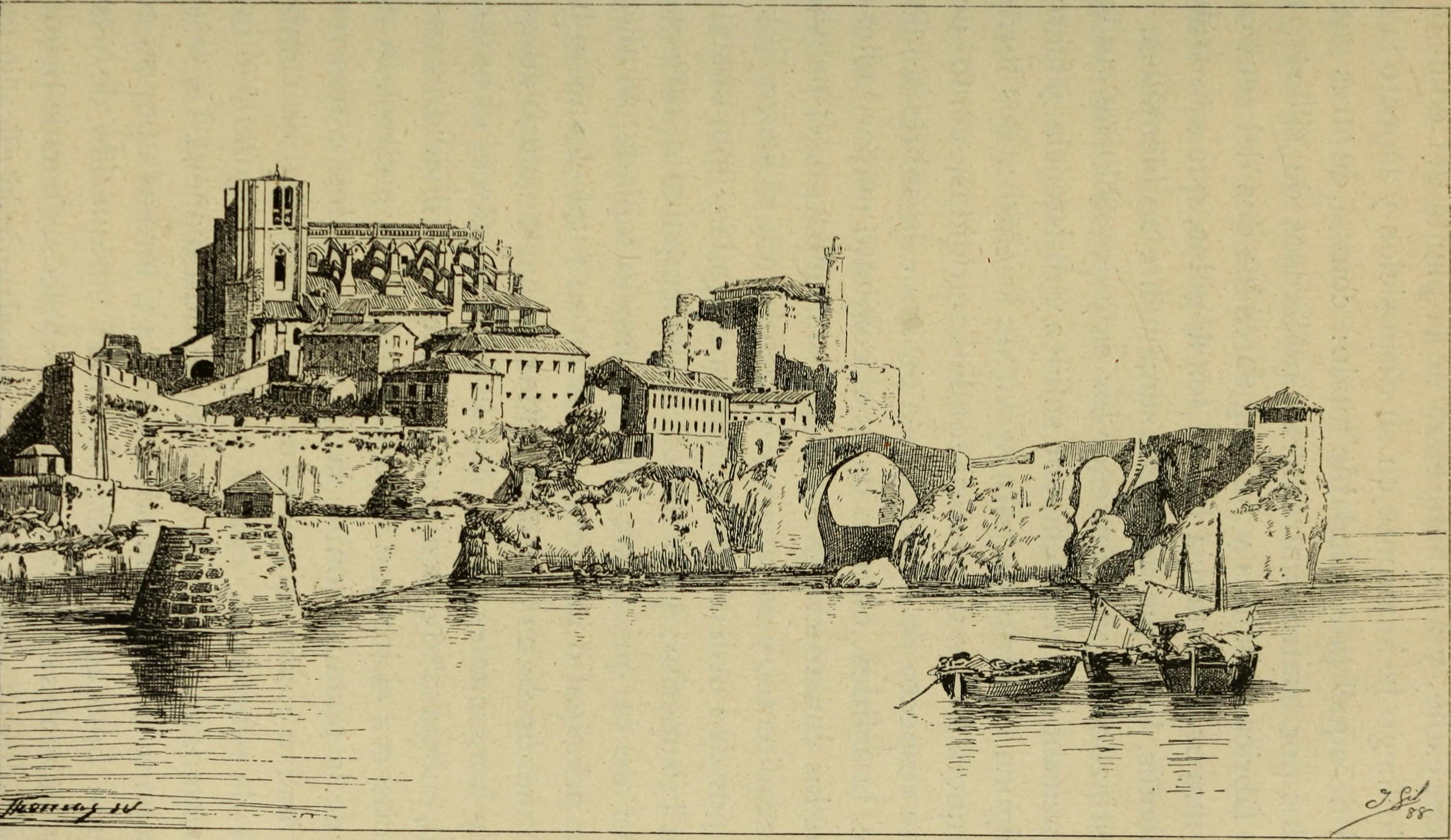
Vista de Castro-Urdiales en 1888 por Isidro Gil

A mediados del siglo XIX, se produce un resurgimiento de la villa debido a las actividades mineras, y a la creciente importancia de la pesca y las fábricas de conservas de pescado. Esa importancia creciente queda patente cuando el 18 de diciembre de 1909, el rey Alfonso XIII concede a la entonces villa de Castro-Urdiales el título de ciudad.
En 1924, tras un proceso separatista, la corporación decidió por 14 votos contra 1 la anexión a Vizcaya. Debido a que el diputado por Castro en la Diputación provincial y el resto no llegaron a ningún acuerdo, ésta dimitió en pleno. Esta petición de anexión fue derivada de la nula distribución de medicamentos contra la terrible gripe española en 1918 por parte de la diputación provincial de Santander, que dejó en el olvido la región castreña. El municipio recibió ayuda por parte de las autoridades vizcaínas y fue esta situación la que llevó a la población local a pedir su anexión a la provincia vasca. La posterior corporación municipal, designada por la dictadura primoriverista, y la nueva diputación de la provincia desestimaron la solicitud de la corporación castreña saliente. Hoy en día es una ciudad turística y residencial. A principios del 2007 Castro Urdiales contaba con una población censada de 29 660 habitantes, superando la cifra de los 30 000 a lo largo del mismo año. Castro-Urdiales es el tercer municipio con más población de Cantabria (superando a Camargo) y el noveno en superficie (véase lista). Las cifras de población hacen referencia a la población de derecho por lo que cabe destacar, que en verano el municipio ve incrementado su población en una gran cuantía, superando con creces su población de hecho durante dicha época.

## Geografía

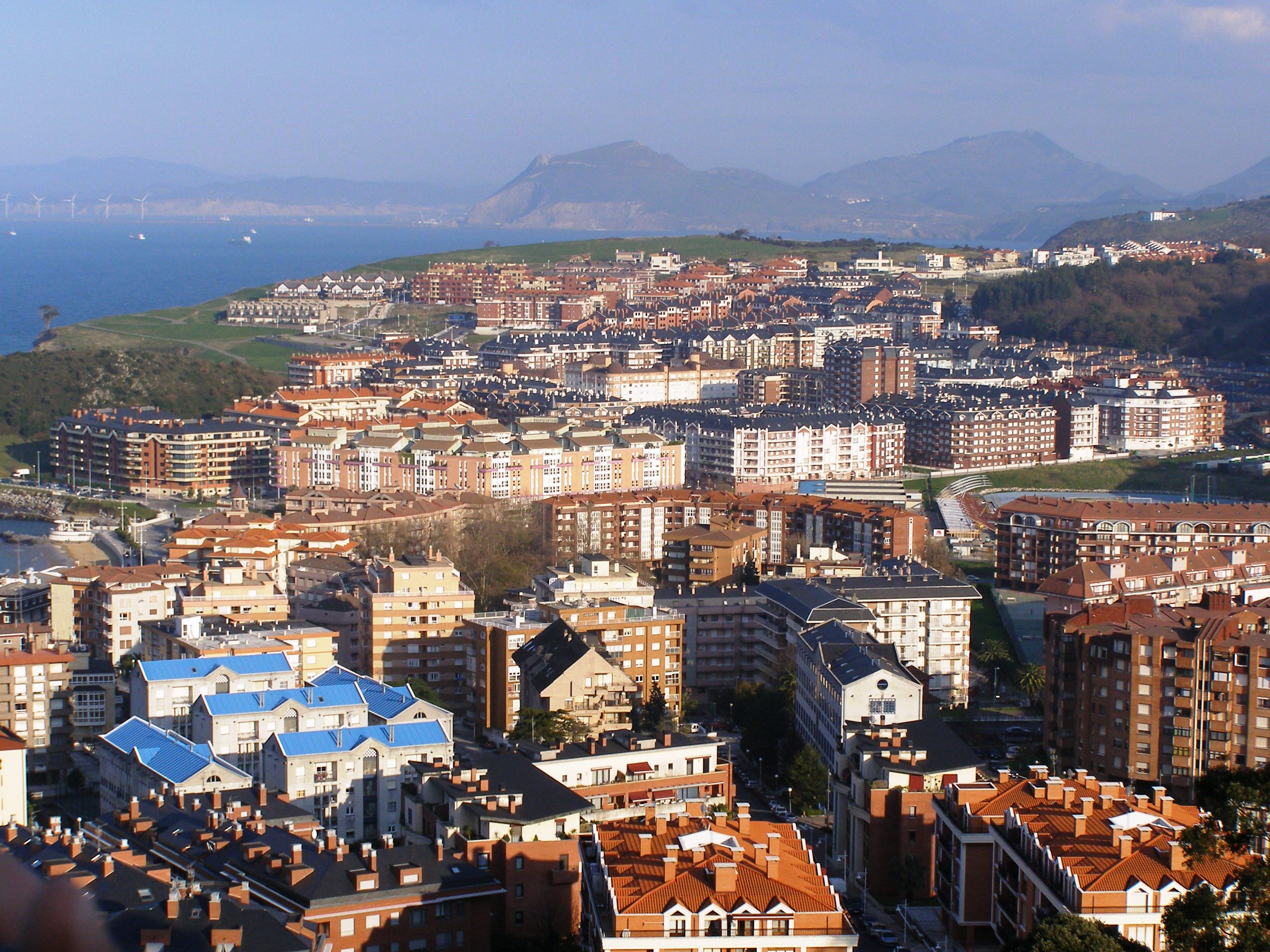
Sudeste de Castro-Urdiales

Castro-Urdiales se encuentra situado en la comarca de la Costa Oriental de Cantabria, de tendencia urbana y turística, que está compuesta además por los municipios de Laredo, Liendo y Colindres. Castro-Urdiales limita con la provincia vasca de Vizcaya. A continuación se muestran los límites del que es el municipio más oriental de la región:

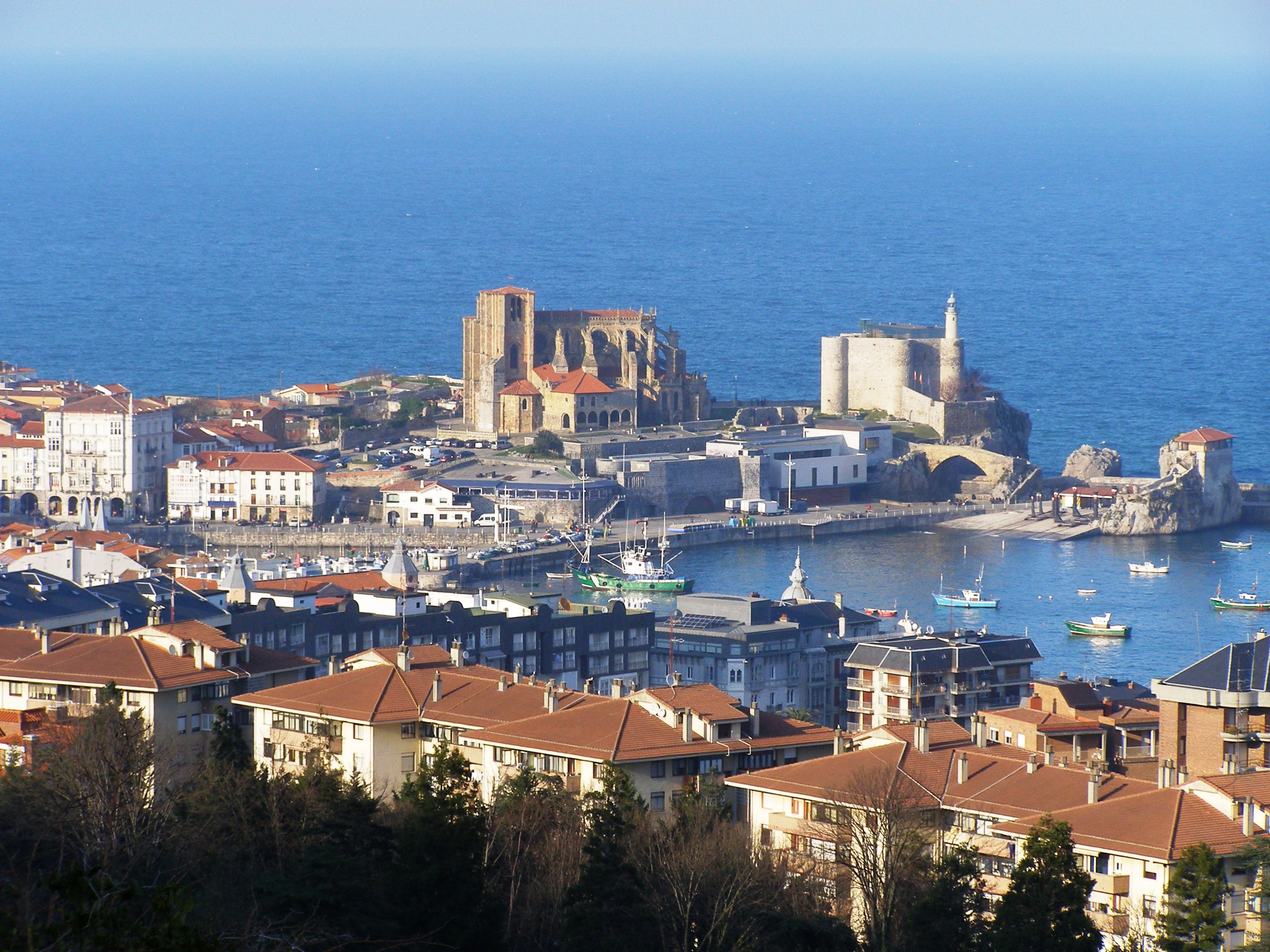
Castro-Urdiales desde la A-8

| Noroeste: Liendo  | Norte: mar Cantábrico                          | Nordeste: mar Cantábrico    |
| Oeste: Guriezo    |                                                | Este: Musques (Vizcaya)     |
| Suroeste: Guriezo | Sur: Arcentales (Vizcaya) y Sopuerta (Vizcaya) | Sureste: Galdames (Vizcaya) |

### Hidrografía
El río principal de la comarca es el Agüera, que desemboca en la ría de Oriñón y cuyo curso bajo transcurre por el valle de Guriezo, conformando el espacio natural del Lugar de importancia comunitaria Río Agüera. Dicho estuario divide en dos al municipio castreño, dejando como exclave al oeste a las localidades de Sonabia y la propia Oriñón, y al este la mayor parte. Otros ríos que fluyen por el municipio son el Mioño y el Sabiote, además de numerosos arroyos, como el Sámano, Tabernilla o Brazomar.

### Orografía
La sierra de Hoz es una hilera montañosa que se encuentra al oeste, haciendo de límite natural con el valle del Agüera, cuyo punto más elevado es el Alto de Cerredo (643 m). Por el sur se elevan otras montañas entre los valles de Sámano y Otañés, alcanzándose los 731 m en el pico Ventoso. En el extremo sur se alcanza el punto más elevado del municipio en el pico Betayo (749 m), situado en el límite con la provincia de Vizcaya. El casco histórico se alza a 7 m sobre el nivel del mar.

### Litoral

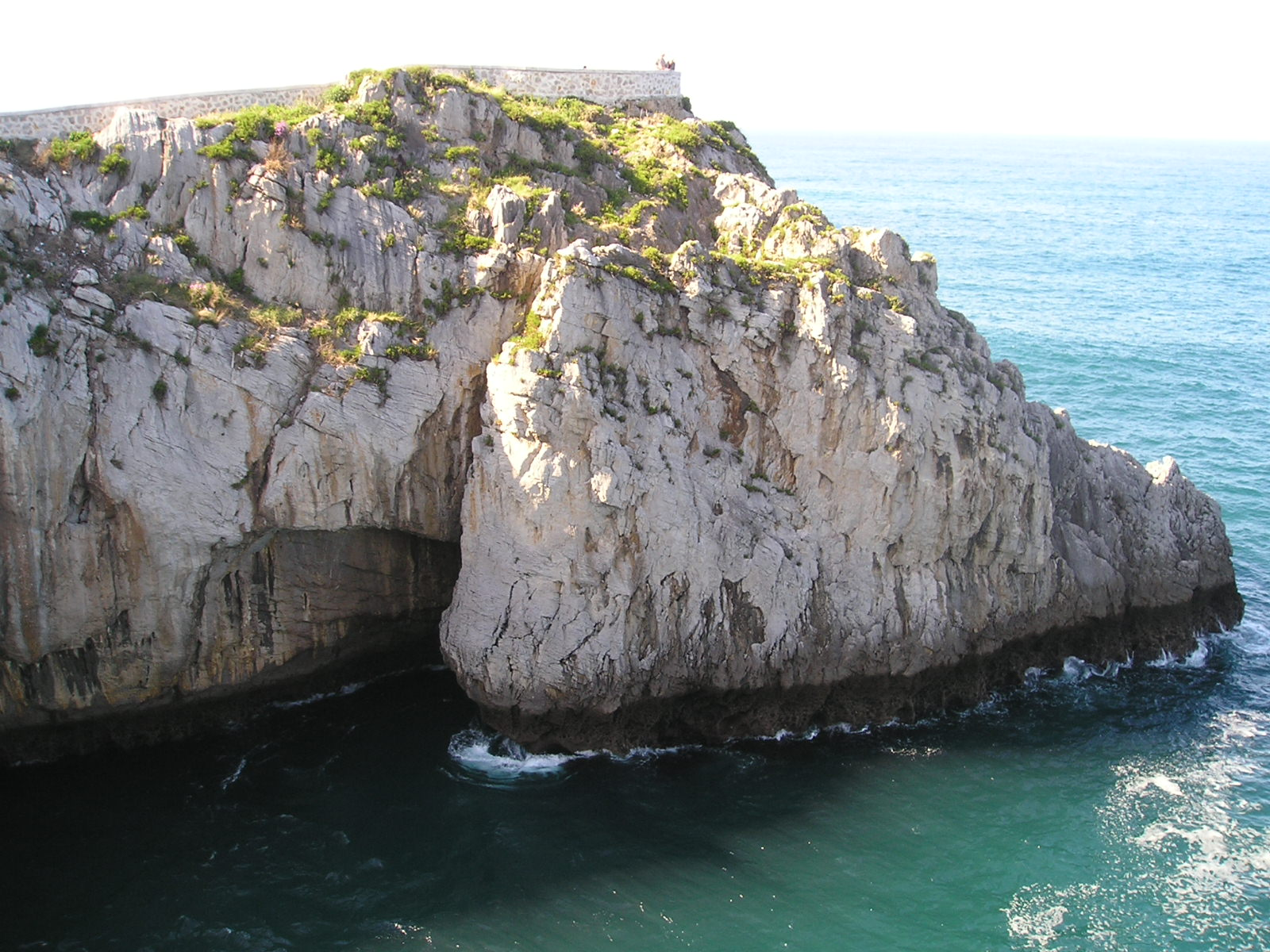
Litoral de Castro-Urdiales

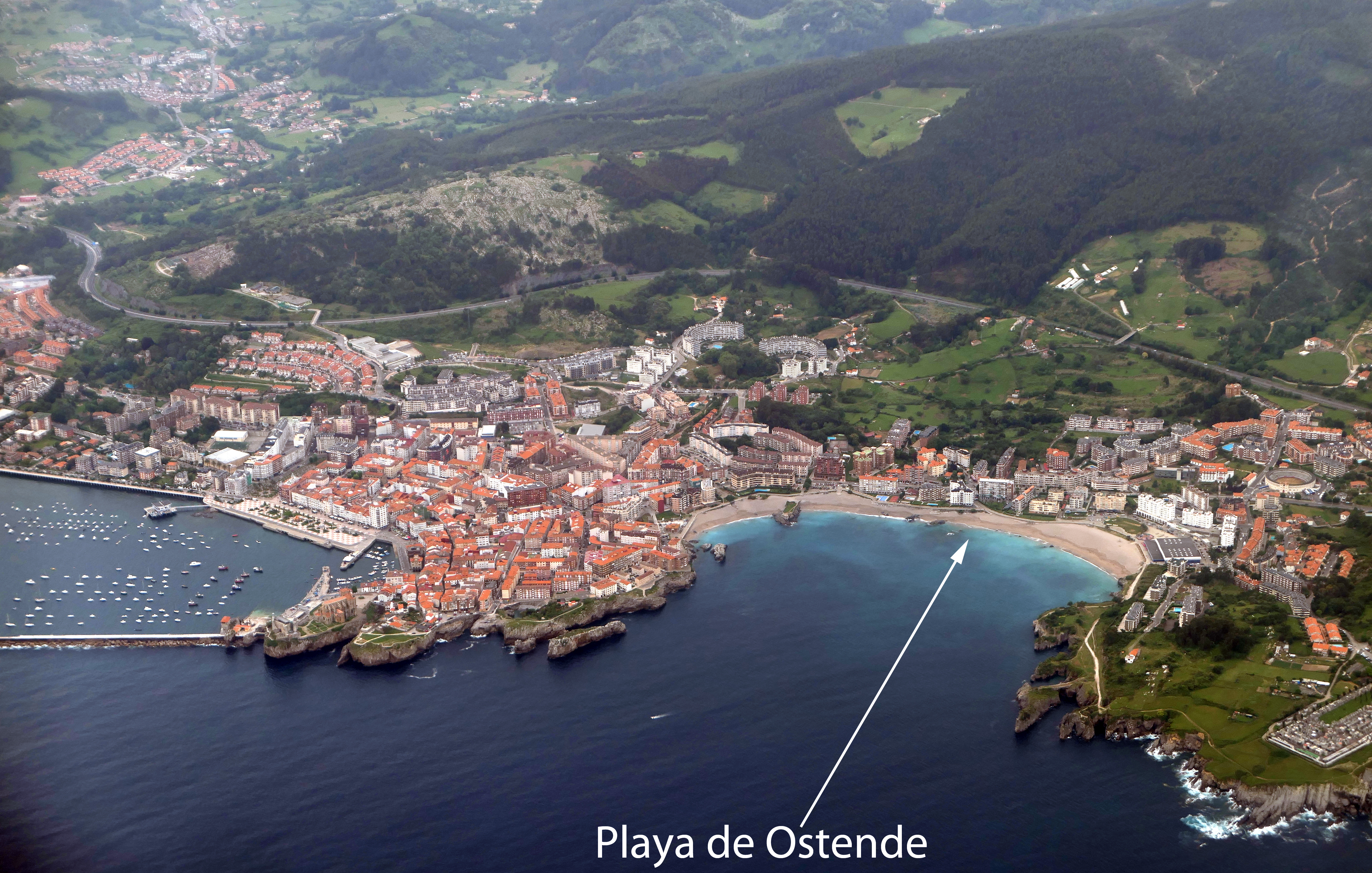
Vista aérea

El litoral del municipio tiene una longitud de casi 20 km, lo que hace de Castro-Urdiales el de mayor en costa de Cantabria. En ésta podemos encontrar diferentes accidentes geográficos:
Playas
- Oriñón
- Arenillas
- Ostende
- Brazomar
- Dícido (Mioño)
- El Berrón

Pequeños cabos (puntas)
- Punta Lanzadoiro
- Cabo Cebollero o punta Sonabia (popularmente conocida como la Ballena de Oriñón)
- Punta de Islares
- Punta de Cerdigo
- Punta del Rebanal
- Punta de la Pepina
- Punta de los Cuervos (popularmente llamada punta Estebanot)
- Punta Cotolino
- Punta de Mioño (o punta de la Gorda)
- Punta de Saltacaballos
- Punta de Ontón (o punta de la Garita)

Islas
- Isla de los Conejos
- Isla de las Gaviotas

La ísola
- Ensenada de Urdiales
- Ensenada de Brazomar
- Rasa litoral acabada en acantilados
- Ría de Oriñón, desembocadura del río Agüera

### Clima

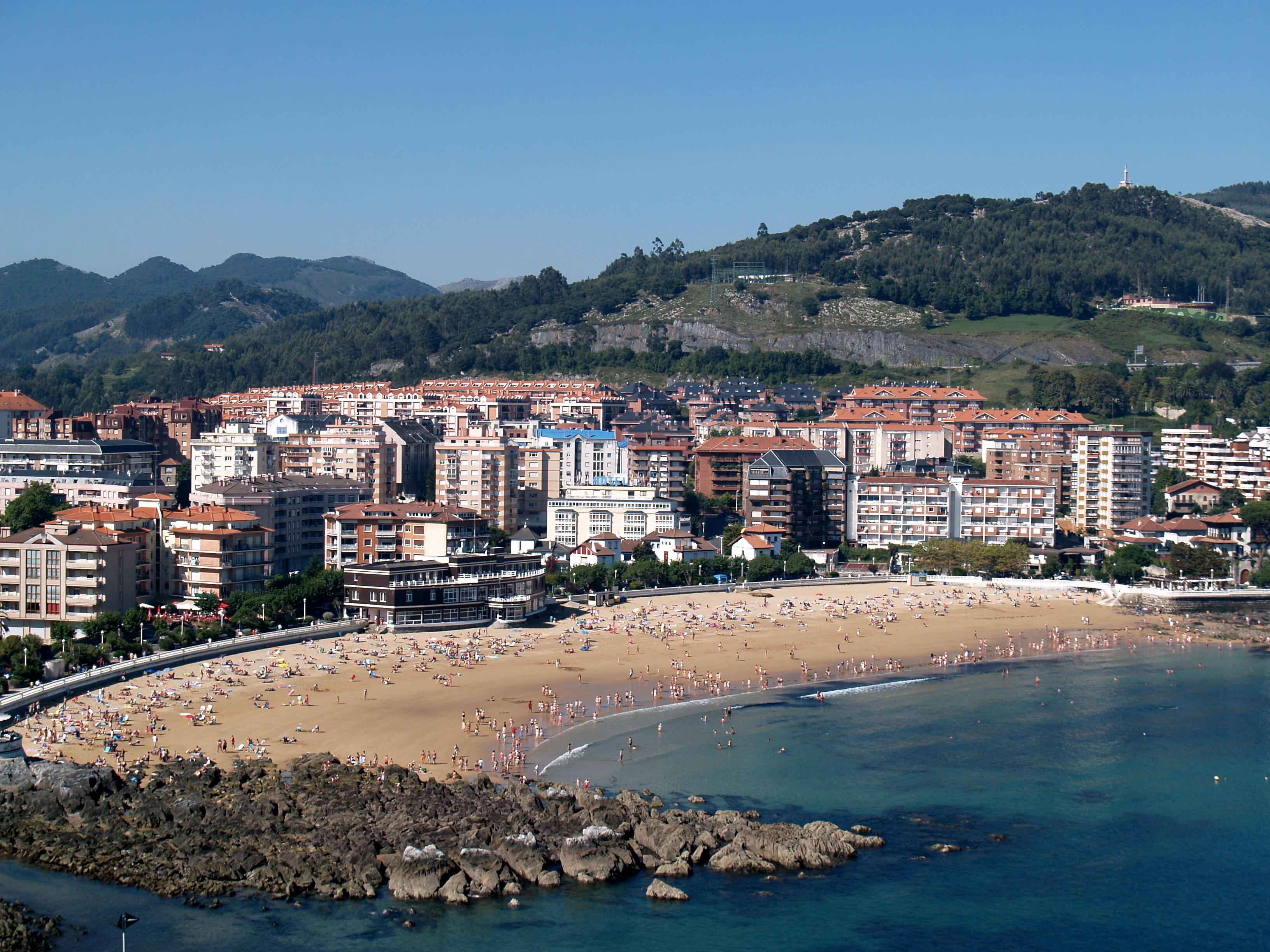
La playa de Brazomar en Castro-Urdiales

Castro-Urdiales, al igual que el resto de la comunidad autónoma, tiene un clima atlántico húmedo, con abundantes y persistentes precipitaciones a lo largo del año, influenciado por estar tan próximo al mar. El estar tan cerca del mar Cantábrico actúa como un amortiguador térmico impidiendo el excesivo aumento de temperaturas durante el día y una caída exagerada durante las noches. Del mismo modo, la corriente del Golfo contribuye a suavizar las temperaturas respecto a las que le correspondería realmente según la latitud a que se encuentra. Todo esto hace que las temperaturas no suelan superar valores máximos de 30 °C con medias que se mantienen por debajo de los 20 °C y una amplitud térmica que se sitúa entre los 8 y los 15 °C.

### Localidades

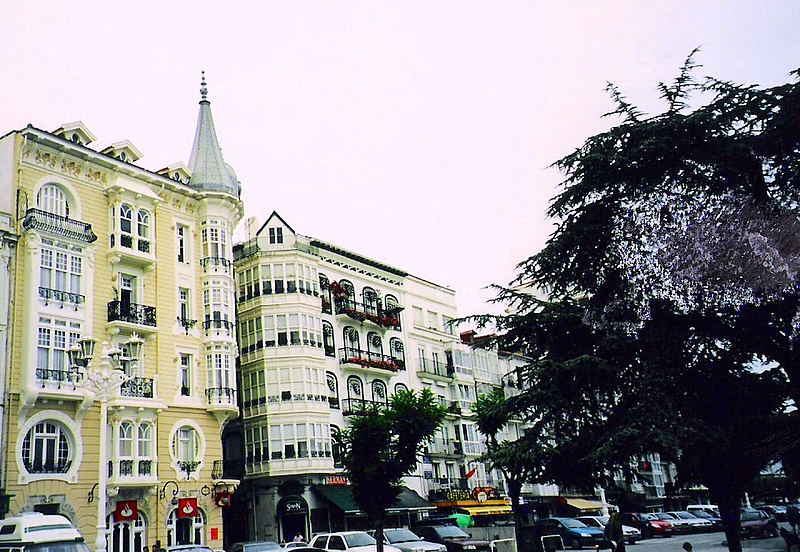
Edificios próximos al paseo marítimo, en el núcleo urbano de Castro-Urdiales

El municipio de Castro-Urdiales está compuesto por el núcleo urbano de la capital municipal y además otras localidades. Nueve de ellas se constituyen en pedanía, es decir, poseen un órgano local de gobierno de nivel inferior al municipal: la junta vecinal.
- Allendelagua
- Castro-Urdiales (capital)
- Cerdigo
- Islares
- Lusa
- Mioño
- Ontón
- Oriñón
- Otañes
- Sámano
- Santullán
- Sonabia
- Talledo

## Demografía
Castro Urdiales cuenta con una población de 33 365 habitantes (INE 2024).
| Gráfica de evolución demográfica de Castro Urdiales entre 1842 y 2021 |
| |
| Población de derecho según los censos de población del INE Población de hecho según los censos de población del INEEn 1857 crece el término del municipio porque incorpora a Oriñón En 1877 crece el término del municipio porque incorpora a Samano |

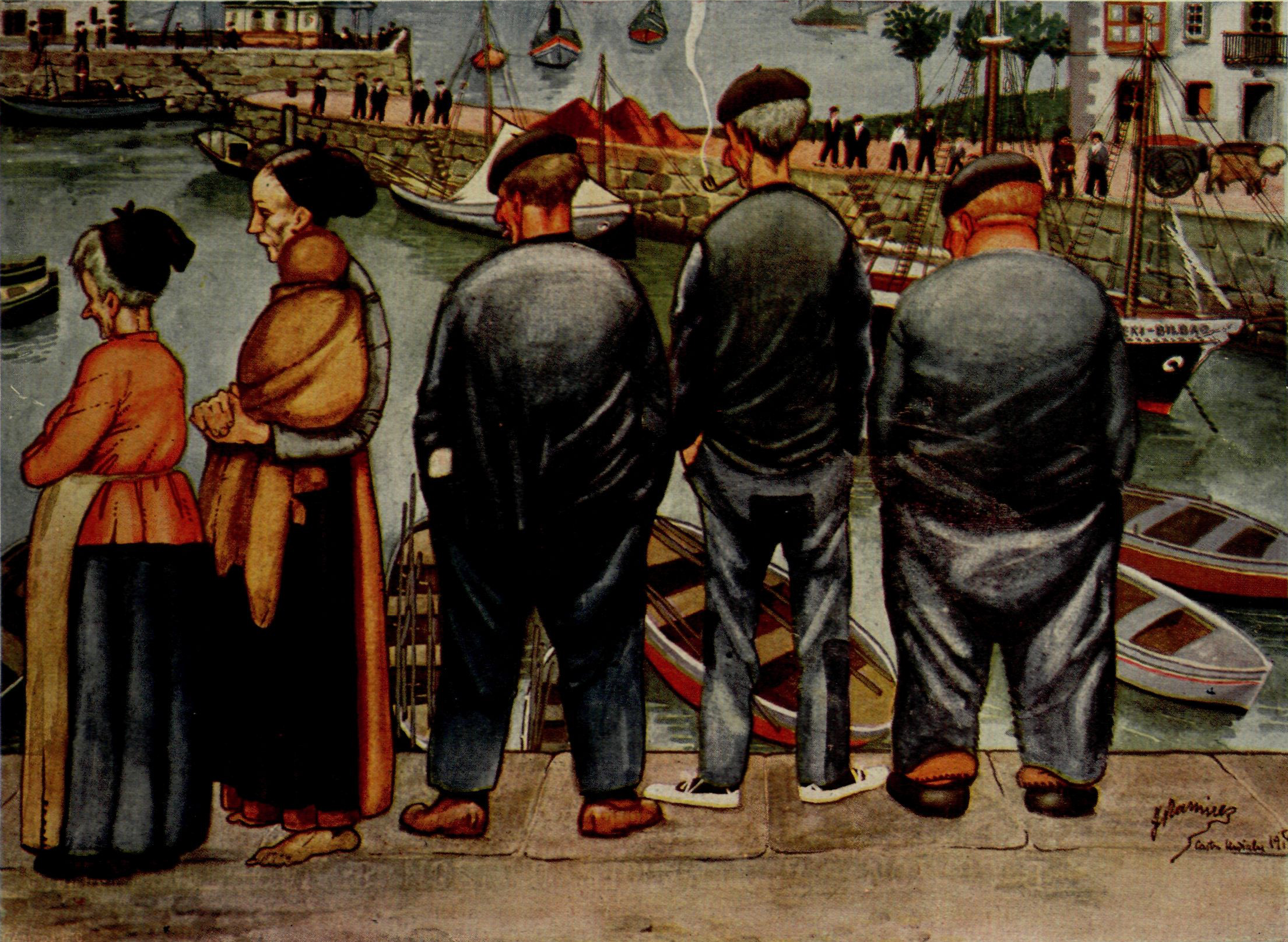
Personas en el puerto de Castro Urdiales en una ilustración de la década de 1910

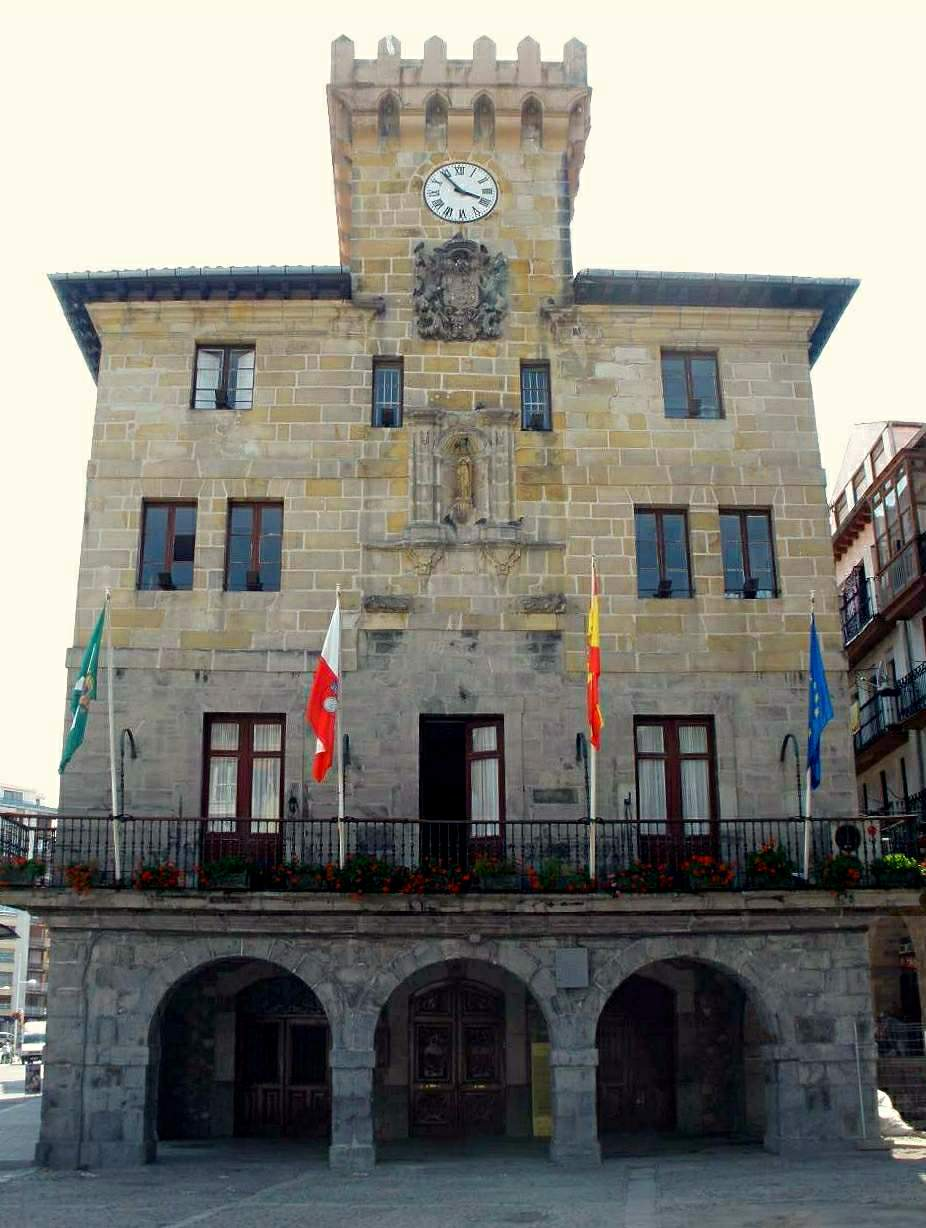
Ayuntamiento de Castro-Urdiales

El caso de Castro-Urdiales es significativo desde el punto de vista demográfico. Aunque oficialmente la población de derecho del conjunto del municipio supera los 30 000 habitantes, debido a su proximidad con el área metropolitana de Bilbao su población de hecho (población flotante que no está empadronada en el municipio pero reside en él regularmente) es mucho mayor que la población de derecho. A causa de esto, los servicios municipales de los que dispone el Ayuntamiento se ven desbordados por el incremento de la población en la época estival. El atractivo turístico de la zona es un factor igualmente determinante de este incremento de la población. En 1996, Castro-Urdiales contaba con una población de 15 023 habitantes. Diecisiete años después, el municipio posee 32 253 personas censadas y otras tantas no censadas. Este dato demuestra que se ha consolidado como la principal ciudad que ha propiciado el aumento poblacional en Cantabria. Si se tiene en cuenta que en los últimos diez años la región ha crecido en 30 000 habitantes, Castro-Urdiales representa casi un 50 % de este incremento.
El censo elaborado por el Instituto Nacional de Estadística (INE) no contempla la cifra real de habitantes que residen en Castro-Urdiales, ya que la población no empadronada en el municipio es de alrededor de 38 000 habitantes, por lo que sumando ambas poblaciones, Castro-Urdiales alcanzaría una población real de más de 70 000 habitantes, sobre todo en las épocas de más afluencia turística. Según esas mismas estimaciones el 35 % de los nuevos castreños proceden del País Vasco y el 7,2 % son extranjeros.
La distribución de la población se centra mayoritariamente en Castro-Urdiales ciudad donde se concentra un 80 %, mientras que en las nueve pedanías castreñas reside el 20 % de la población total.

## Administración y política

### Gobierno municipal
El 15 de junio de 2019, Susana Herrán (PSC-PSOE) se convirtió en la primera alcaldesa en la historia del municipio. Los resultados de las elecciones municipales de 2019, a las que concurrieron 10 formaciones políticas en el municipio, depararon los siguientes resultados: PSC-PSOE, 6 concejales; PRC, 6 concejales; CastroVerde, 3 concejales; PP, 3 concejales; Cs, 2 concejales; y Podemos, 1 concejal. Estos resultados no permitieron a ningún partido obtener una mayoría suficiente para gobernar en solitario (son necesarios al menos 11 concejales para obtener mayoría absoluta), por lo que fueron necesarios pactos. Aunque en un principio parecía que la alcaldía recaería en el candidato del PRC, tras firmar un pacto CastroVerde y anunciar un acuerdo con el PP, la retirada del apoyo de estos últimos hizo que la alcaldía recayera finalmente en la candidata socialista, apoyada únicamente por los concejales de Ciudadanos. Susana Herrán revalidó la alcaldía en las elecciones municipales de 2023.
En materia de Justicia, Castro-Urdiales alberga un Juzgado de Primera Instancia e Instrucción, puesto que es cabeza de su partido judicial, comprendiendo este el propio municipio castreño, el vecino municipio de Guriezo y el Valle de Villaverde, enclavado en Vizcaya. Cabe destacar que la justicia imputó a finales de marzo del 2008 al entonces alcalde, Fernando Muguruza, por un delito de prevaricación en la adjudicación de las obras de un túnel.
| Partido político                         | 2023        | 2023        | 2023        | 2019  | 2019  | 2019       | 2015  | 2015  | 2015       | 2011  | 2011  | 2011       | 2007  | 2007  | 2007       |
| Partido político                         | Votos       | %           | Concejales  | Votos | %     | Concejales | Votos | %     | Concejales | Votos | %     | Concejales | Votos | %     | Concejales |
| Partido Socialista Obrero Español (PSOE) | 4915        | 32,45       | 7           | 3982  | 26,06 | 6          | 2227  | 15,48 | 4          | 2827  | 20,09 | 5          | 3880  | 28,11 | 7          |
| Partido Popular (PP)                     | 2678        | 17,68       | 4           | 1909  | 12,49 | 3          | 2780  | 19,41 | 5          | 3397  | 24,14 | 7          | 2909  | 21,08 | 5          |
| CastroVerde                              | 2521        | 16,64       | 4           | 2263  | 14,81 | 3          | 4265  | 29,78 | 7          | 2229  | 15,84 | 4          | —     | —     | —          |
| Partido Regionalista de Cantabria (PRC)  | 1854        | 12,24       | 3           | 3649  | 23,88 | 6          | 2680  | 18,71 | 4          | 1547  | 11,00 | 3          | 1845  | 13,37 | 3          |
| Ciudadanos (CS)                          | 1037        | 6,84        | 1           | 1175  | 7,68  | 2          | —     | —     | —          | —     | —     | —          | —     | —     | —          |
| Podemos                                  | 972         | 6,41        | 1           | 992   | 6,49  | 1          | —     | —     | —          | —     | —     | —          | —     | —     | —          |
| Vox                                      | 952         | 6,29        | 1           | 502   | 3,28  | 0          | —     | —     | —          | —     | —     | —          | —     | —     | —          |
| Izquierda Unida (IU)                     | Con Podemos | Con Podemos | Con Podemos | 79    | 0,51  | 0          | 362   | 2,53  | 0          | 534   | 3,80  | 0          | 745   | 5,40  | 1          |
| Acuerdo por Castro (AxCastro)            | —           | —           | —           | 496   | 3,24  | 0          | 706   | 4,93  | 0          | 945   | 6,72  | 1          | 2860  | 20,72 | 5          |
| Más Castro                               | —           | —           | —           | —     | —     | —          | 836   | 5,84  | 1          | —     | —     | —          | —     | —     | —          |
| Anexión a Vizcaya (AAV)                  | —           | —           | —           | —     | —     | —          | —     | —     | —          | 809   | 5,75  | 1          | —     | —     | —          |

### Polémicas sobre territorialidad
La proximidad de Castro con Bilbao (35 km), el precio de la vivienda, más asequible en la ciudad cántabra que en la villa vasca, y la amenaza del terrorismo en Vizcaya, supuso que, desde el año 1996 al 2007, el 65 % del aumento de la población castreña fuera originario de la provincia vizcaína, y que el 34 % de los empadronados en Castro procediera de Vizcaya. La importancia de la inmigración vasca en Castro ha llevado a partidos políticos de corte independentista vasco como el extinto e ilegalizado Acción Nacionalista Vasca a plantearse la incorporación de la ciudad cántabra a Euskadi. Al respecto, los parlamentarios y partidos políticos cántabros comentaron que se trataba de un «despropósito alejado de la realidad y del sentimiento de los cántabros», y un «delirio incoherente».

## Economía

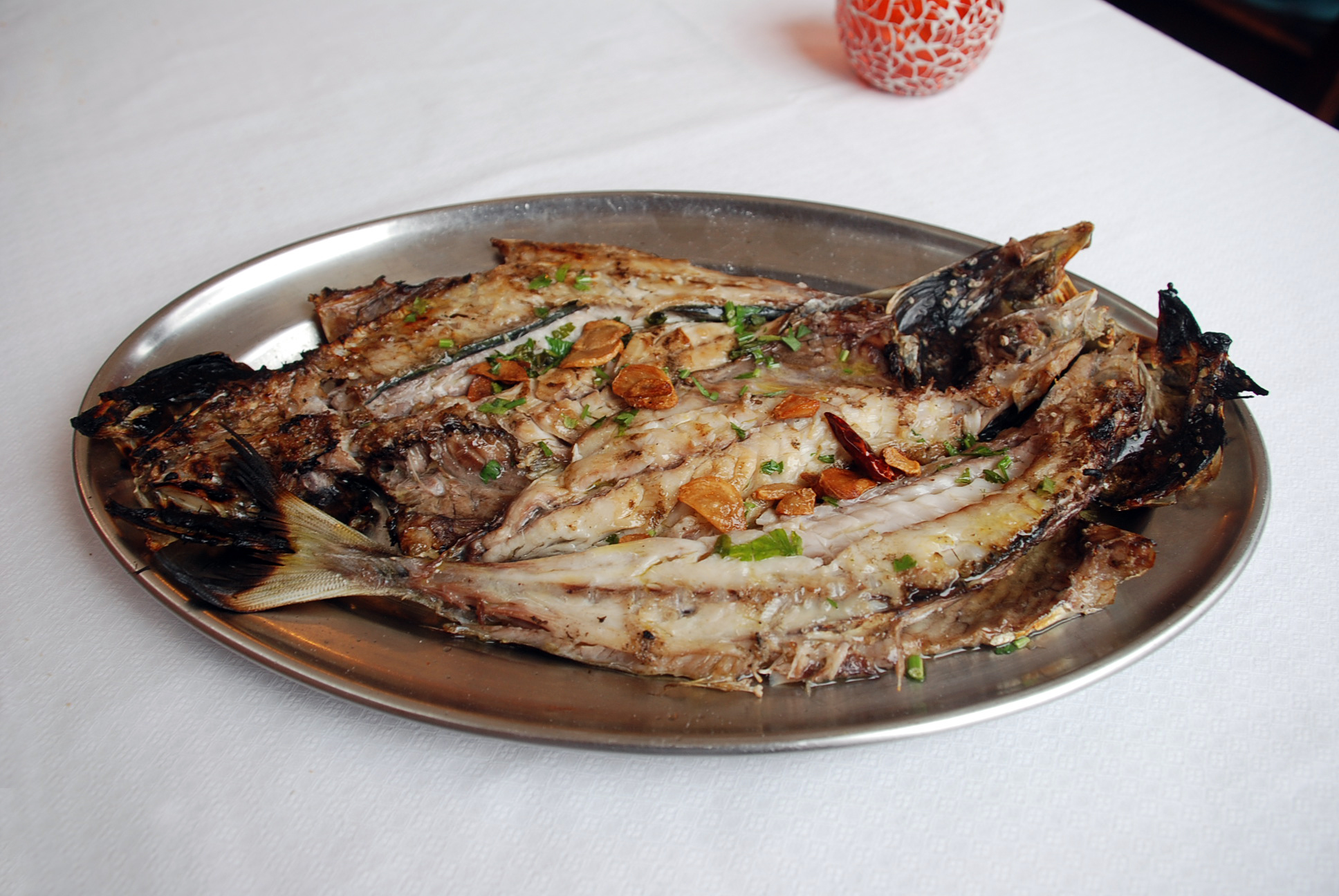
Los chicharros, suelen ser habituales en la pesca del mar Cantábrico

El 3,3 % de la población de Castro-Urdiales se dedica al sector primario. Un 15,1 % se dedica a la construcción, un 18,9 % a la industria y un 62,7 % al sector terciario. La actividad agraria en el municipio de Castro-Urdiales se caracteriza por la existencia de un minifundismo muy acusado. La fragmentación de la propiedad da lugar a superficies muy por debajo de la media regional, aunque se compensa con un grado de parcelación menor de la mitad de la existente en Cantabria, así como un tamaño medio de las parcelas también superior.
Este tipo de propiedad minifundista es el resultado de una práctica histórica en la ocupación del suelo, así como de factores geográficos, jurídico-políticos, económicos y psicológicos, tales como las dificultades de comunicación o la compartimentación física, la transmisión de la propiedad, el individualismo y el culto de la propiedad privada de los medios de producción, etc. Su existencia dificulta la reconversión de la empresa familiar, reducida y mal administrada, en una auténtica empresa agraria.

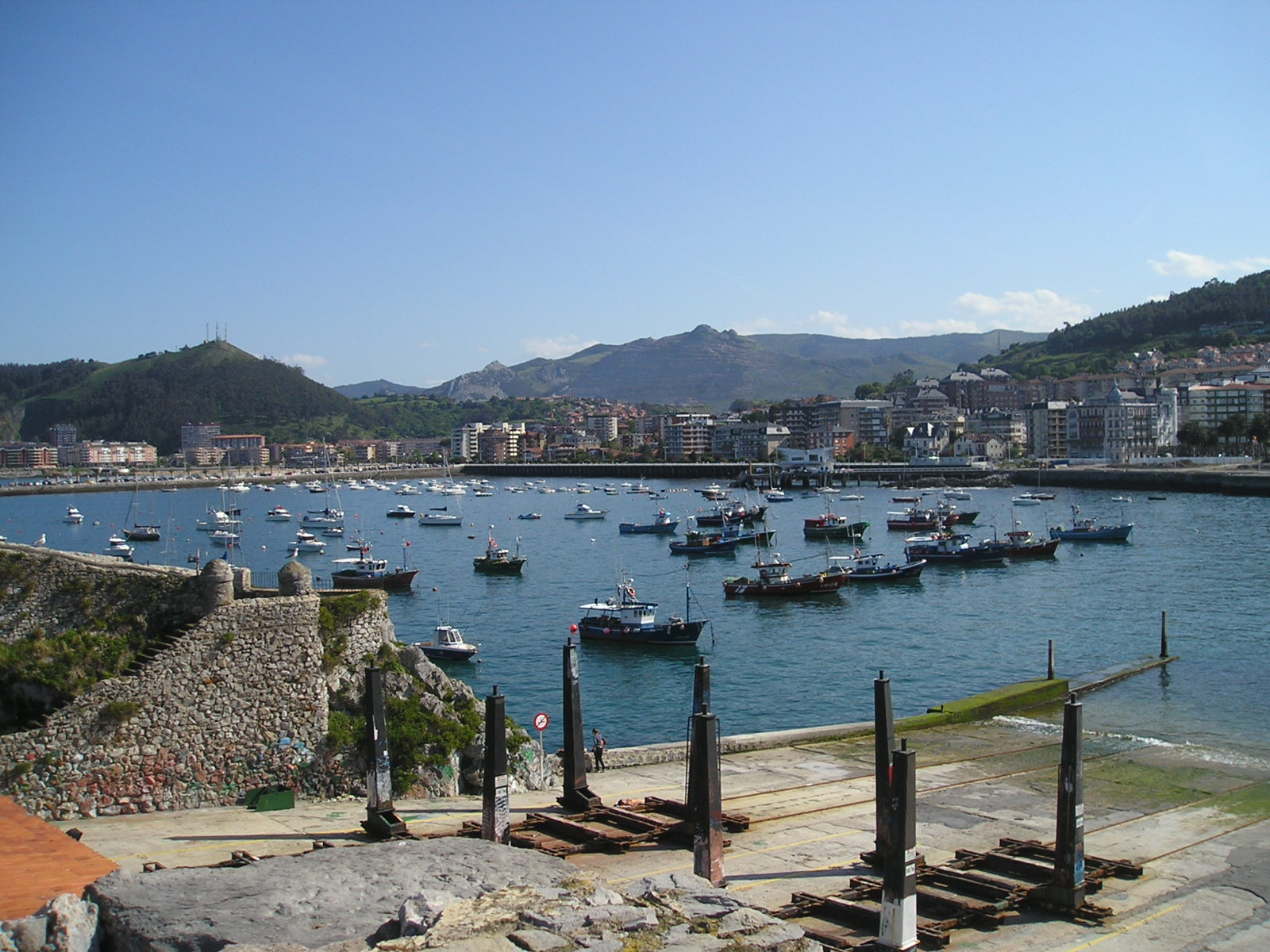
Puerto de Castro-Urdiales

En las tierras de labor es cada vez más acusada la práctica de la horticultura intensiva, debido a la proximidad de centros urbanos, que también incluirá cultivos forrajeros. La organización del espacio agrario de Castro-Urdiales incorpora como actividad fundamental la explotación ganadera, basada en la empresa familiar, salvo en casos excepcionales. Por otro lado, la pesca ha ocupado, a lo largo de la historia a buen número de castreños, vinculados entre sí a la Cofradía de Mareantes de San Andrés.
Las especies capturadas por estos pescadores son, principalmente, verdel, anchoa, merluza, sardina, congrio, faneca y chicharro o jurel. La pesca suele realizarse de bajura con diversas modalidades, como cerco, boliche, volantas, cebo vivo, a la cacea, etc. Los problemas en el sector son globales, y pocos quieren invertir en mejorar las embarcaciones o materiales.

## Monumentos y lugares de interés
El conjunto monumental de Castro-Urdiales, también conocido como Puebla Vieja, tiene origen medieval y se encuentra a orillas del mar. Fue declarado conjunto histórico artístico en el año 1978 debido a su rico patrimonio que está formado por diversos monumentos.

### Iglesia de Santa María de la Asunción
La iglesia de Santa María de la Asunción es de estilo gótico. Construida bajo la protección del rey Alfonso VIII de Castilla en el siglo XIII (aunque se finalizó en el siglo XV) es un templo de planta basilical formada por tres naves. En el interior se pueden observar las imágenes de la Virgen Blanca y el Cristo Yacente, y las tres tallas góticas de los Reyes Magos. Fue declarada Monumento Nacional en el año 1931 (publicado en la Gaceta de Madrid del 4 de junio de 1931) y publicado en el BOE a fecha de 7 de agosto de 2002.
Presentando las características propias del estilo gótico (amplias naves, elevadas bóvedas, arbotantes y contrafuertes que soportan el peso del edificio), la iglesia de Santa María de la Asunción es un templo religioso de culto católico bajo la advocación de Santa María de la Asunción. Pertenece a la parroquia de Castro-Urdiales, del Obispado de Santander.

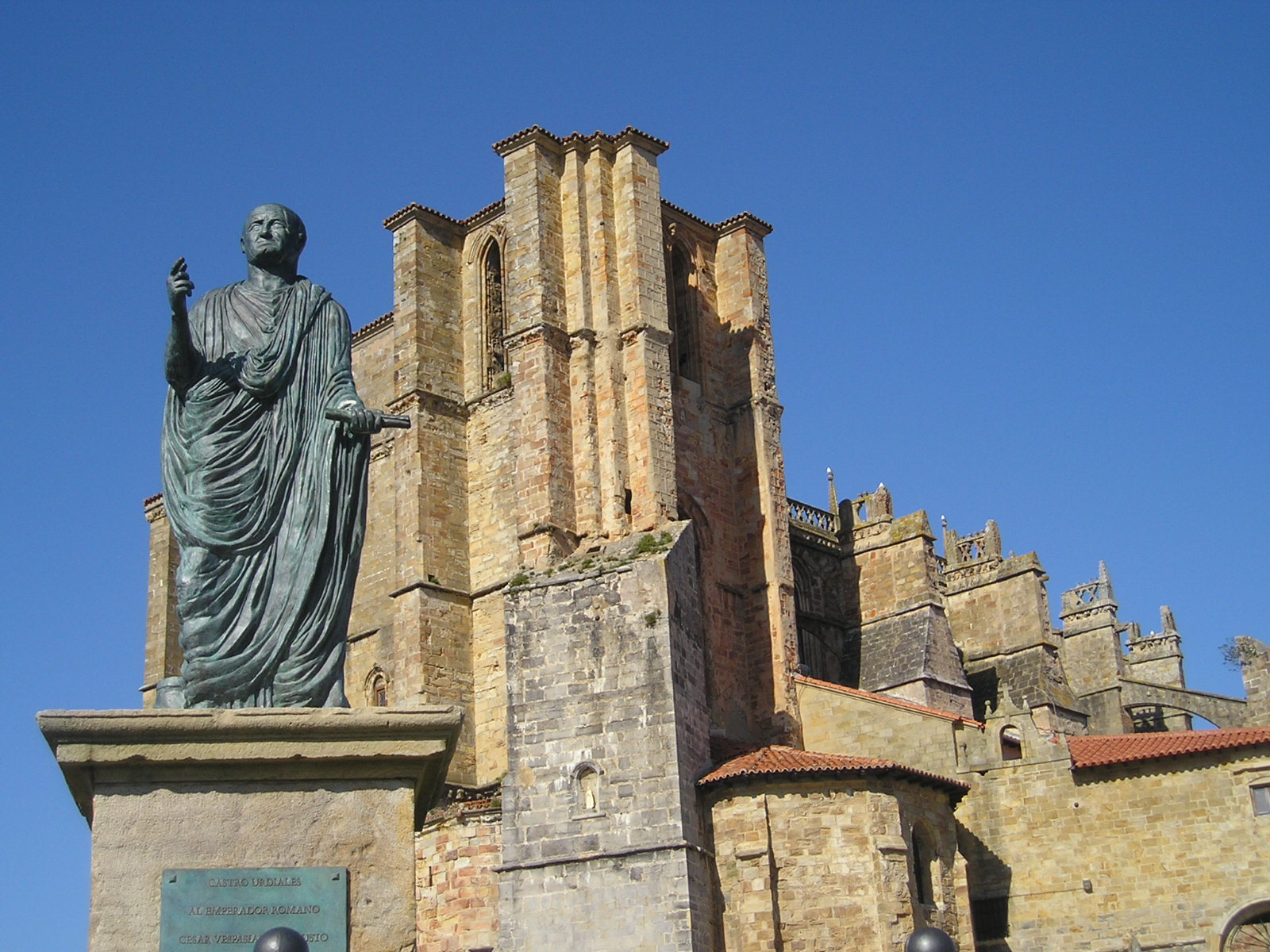
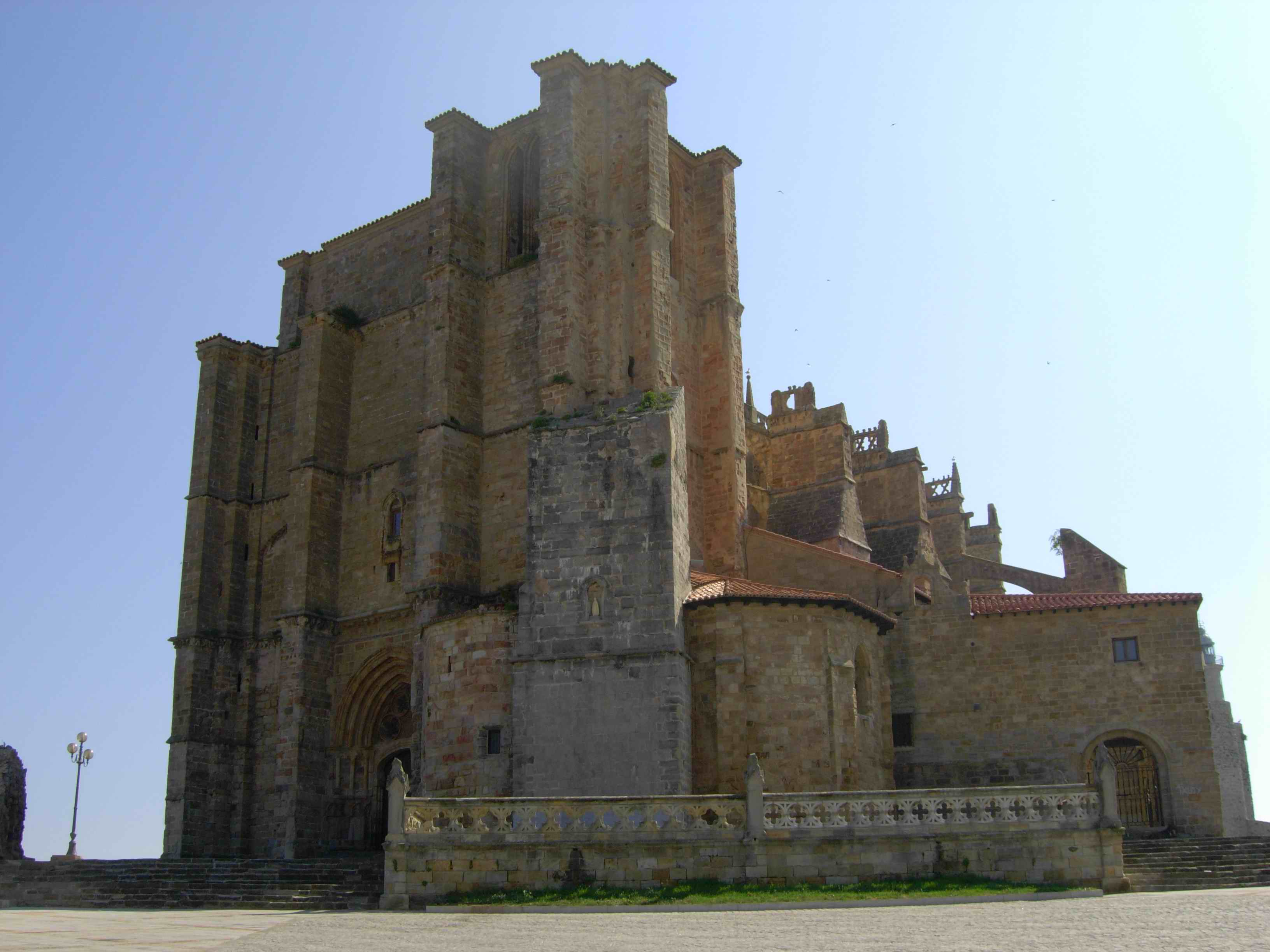
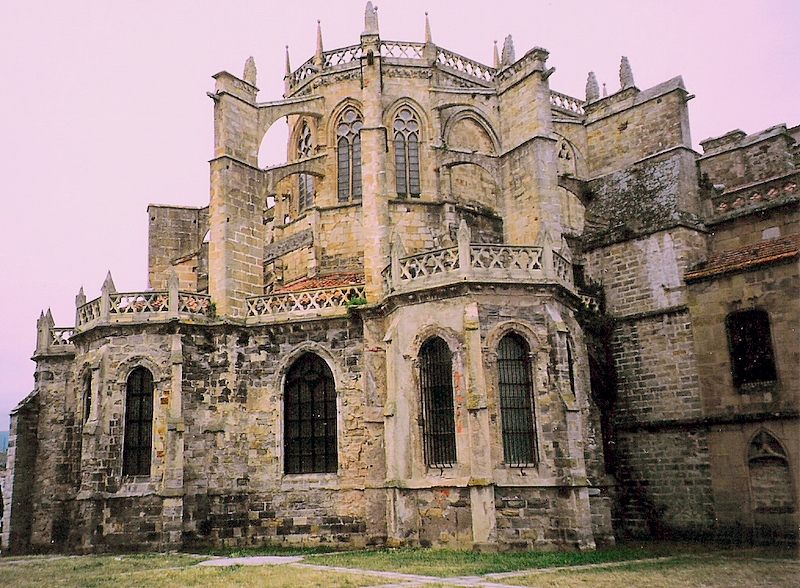
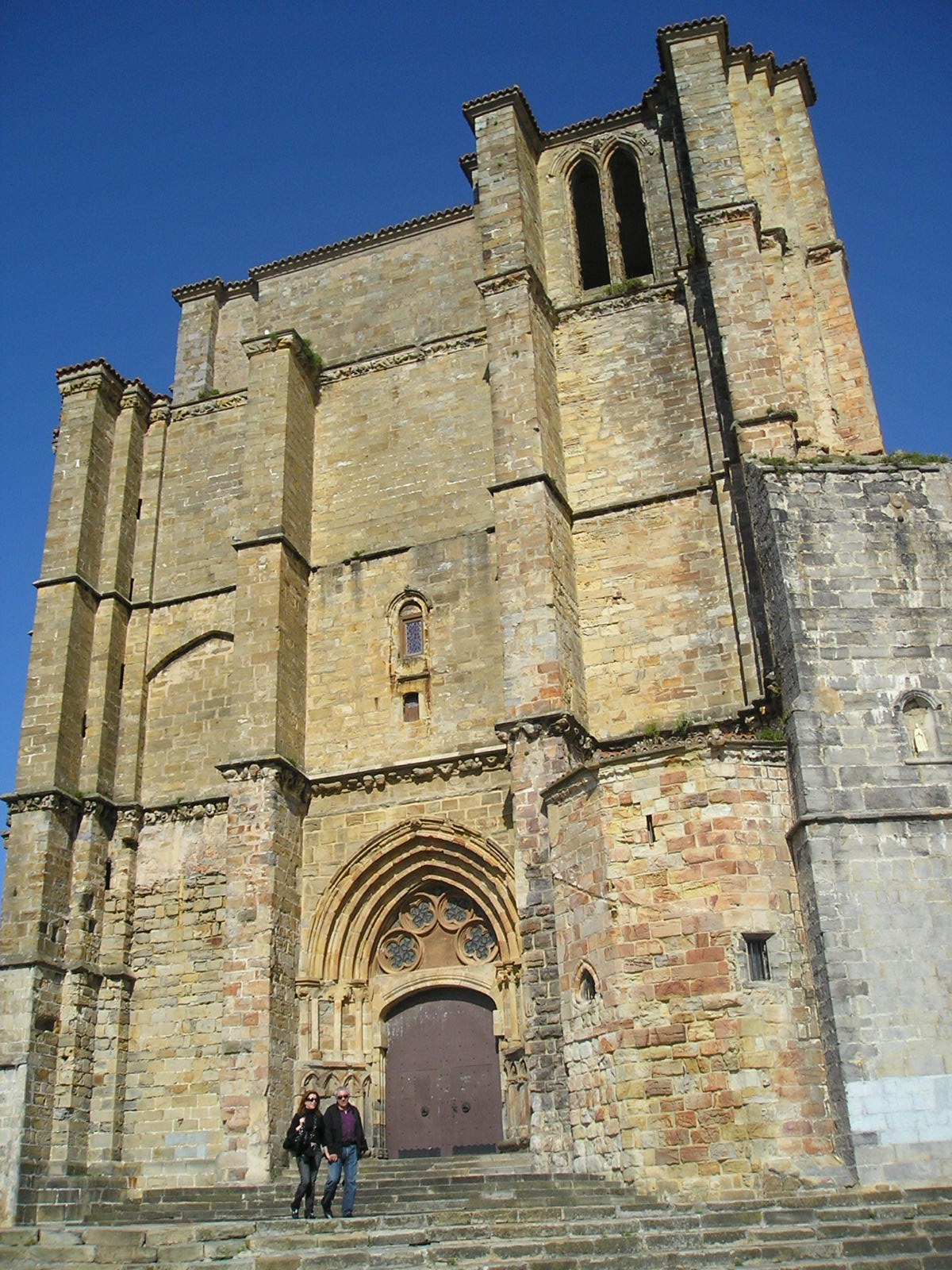

### Castillo de Santa Ana
Antiguo castillo situado junto al puerto y la iglesia de Santa María de la Asunción, donde en tiempos modernos se ha ubicado un faro.

### Bienes de Interés Cultural
Además de la iglesia, hay otros bienes de interés cultural en Castro-Urdiales, tanto monumentos como zonas arqueológicas:

#### Patrimonio

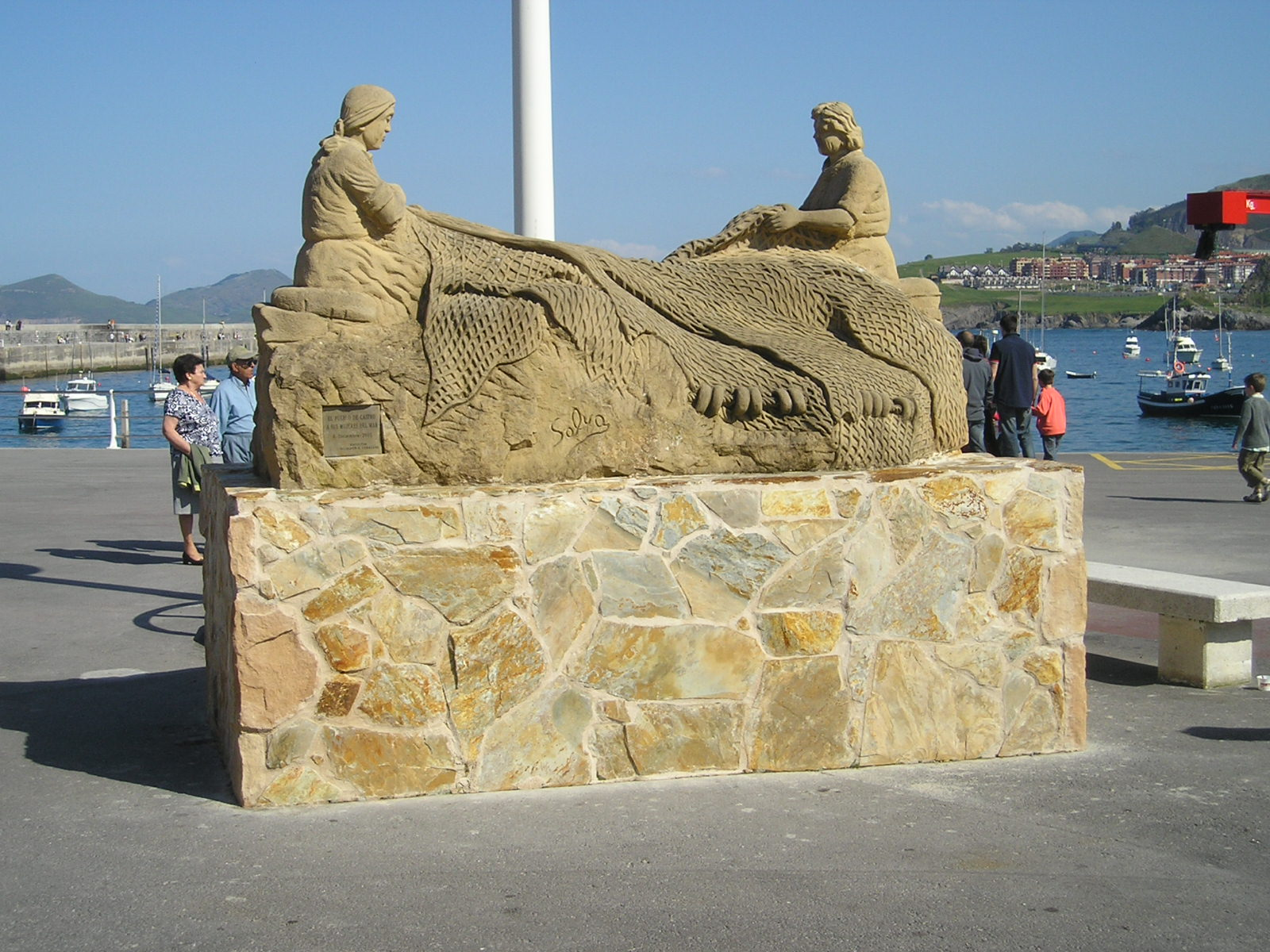
Monumento en el paseo marítimo

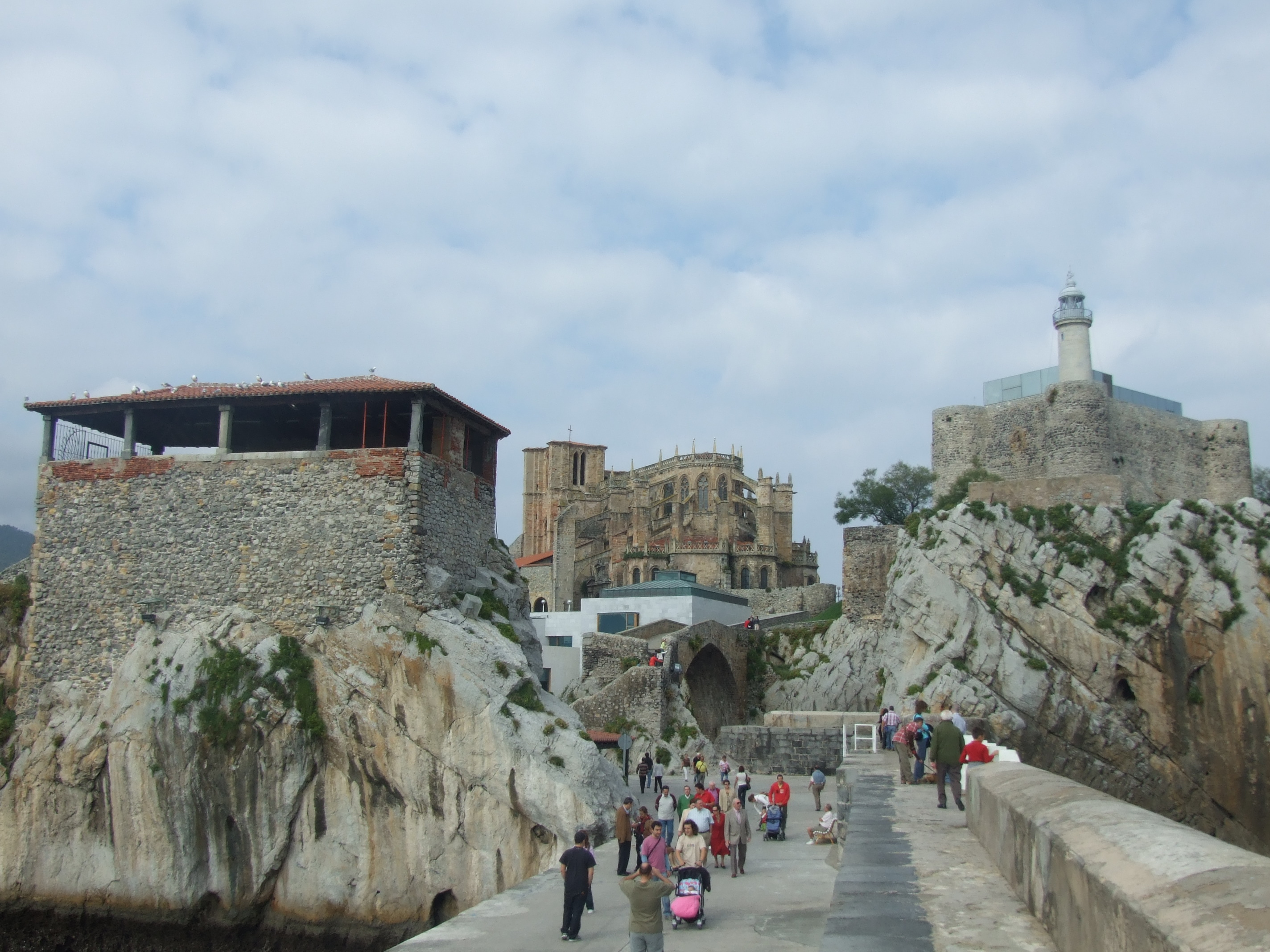
Peñón-ermita de Santa Ana, iglesia de Santa María y castillo-faro de Santa Ana

- Palacete, castillo-observatorio y jardines de los Ocharan, protegido desde 1985. El castillo-observatorio data de 1914, es obra del arquitecto castreño Eladio Laredo, es de estilo neogótico y está situado en la calle Leonardo Rucabado. El Palacio de Ocharan o Toki-Eder se construyó en 1901 también por el arquitecto Eladio Laredo. Es un edificio de estilo ecléctico: cuenta con un pórtico de columnas y otros elementos de gusto griego, y con un friso de azulejos multicolores diseñados por Daniel Zuloaga.
- Casa Sotileza (conocida como chalet Sotileza), actualmente está rehabilitada para viviendas. Realizada por Leonardo Rucabado, está situada al comienzo de la playa de Brazomar.
- Casa para Isidra del Cerro.
- Casa de los Chelines, protegida desde 1991. Proyectada por Severino Achúcarro y construida bajo la dirección de Leonardo Rucabado a comienzos del siglo XX, es un edificio de estilo neogótico ubicado en la plaza de España. Actualmente es de propiedad particular y fue declarada Bien de Interés Cultural en el año 1991.
- Chalet de los San Martín
- Residencia Pedro Velarde.
- Cementerio municipal de Ballena.
- Cargadero de mineral, en Mioño
- Ruinas de la torre medieval de los Templarios, en Allendelagua, en la ladera de un monte. La torre perteneció a la Orden de los Templarios y actualmente está en mal estado de conservación.

#### Zonas arqueológicas
- Cueva de El Cuco también llamada Cueva de la peña del Cuco, está situada al oeste de la ciudad. En su interior se pueden observar grabados y pinturas rupestres de época Paleolítica Superior que muestran animales como ciervos, cabras y caballos.
- Cueva de La Lastrilla
- Cueva Grande o de los Corrales
- Cueva Aurelia
- Castro Monte Cueto: poblado cántabro situado en el monte El Cueto, dentro del término municipal de Castro-Urdiales. Conserva trozos de muralla y es datable en la Edad del Hierro, e incluso podría coincidir con la ocupación romana. Su situación se ve afectada por antenas de radiodifusión, torres eléctricas y plantaciones modernas de eucaliptos, a pesar de estar protegido por la declaración genérica del decreto de 22 de abril de 1949 y la ley 16/1985 sobre el patrimonio histórico español.
- Castro de la Peña de Sámano
- Zona de Castro-Urdiales donde se encuentran restos de Flaviobriga y la villa medieval, protegida desde 1996. El yacimiento de Flaviobriga se encuentra bajo el casco antiguo de ciudad, a 2 m de profundidad. Se han podido localizar restos de una colonia romana del año 74 que se pueden visitar en el Museo Regional de Prehistoria y Arqueología de Cantabria.
- Conducción de Aguas de El Chorrillo. En 2006 se declaró Bien de Interés Cultural, con la categoría de yacimiento arqueológico, siendo una obra de ingeniería hidráulica de la época romana.[31]

#### Otros
También son bienes protegidos del municipio, pues son Bienes inventariados:
- La casa-torre de los Otañes, en Otañes.
- Las ruinas del Hospital de la Vera Cruz, en Islares.

Otros edificios protegidos que merecen mencionarse son:
- Ayuntamiento: está situado en la plaza del Ayuntamiento o plaza de España. Es un edificio del siglo XVI que ha sido restaurado en numerosas ocasiones.
- Casa de la Naturaleza: antiguo chalet de piedra situado al final del paseo de la playa de Brazomar. Actualmente es usado para muestra de exposiciones relacionadas con la naturaleza y el ambiente.
- Edificio González: situado en la calle Melitón Pérez del Camino esquina calle La Mar, es de estilo modernista en su vertiente vienesa, proyectado y realizado a principios del siglo XX por Leonardo Rucabado.
- Casa-Torre de Cerdigo: casa construida en Cerdigo entre los siglos XVII y XVIII. Destaca el escudo que está sostenido por leones.
- Yacimiento Pátera de Otañes: situado en el pueblo de Otañes, este yacimiento muestra la importancia de la zona en época romana. Destaca entre sus restos la pátera de plata y oro que fue declarada Bien de Interés Cultural en el año 2000.
- Miliario Romano: se encuentra ubicado frente a la iglesia de Santa María aunque fue encontrado en Otañes. Data del año 61 y, como era habitual, marca la distancia hasta Pisoraca. Tiene una inscripción que dice «Nero Claudio, hijo del divino Claudio, César, Augusto, Germánico, Pontífice máximo, con el poder tribunicio por octava vez, el imperio por noveno y el consulado por cuarta. Desde Pisoraca ciento ochenta millas».
- Ruinas de la iglesia de San Pedro: data del siglo XII y es por tanto el edificio más antiguo que se conserva. De estilo románico tiene una planta rectangular y una puerta con arco apuntado. Era también lugar de reunión de los concejos castreños.
- La ermita de Santa Ana: ermita de planta rectangular y abierta al exterior con tejado sobre madera.
- El San Guillén: situado debajo de la ermita de Santa Ana, es el lugar de reparación de los barcos y tradicional zona de baño. En verano hay una «fiesta del baño» con disfraces antiguos.

### Faro del castillo de Santa Ana

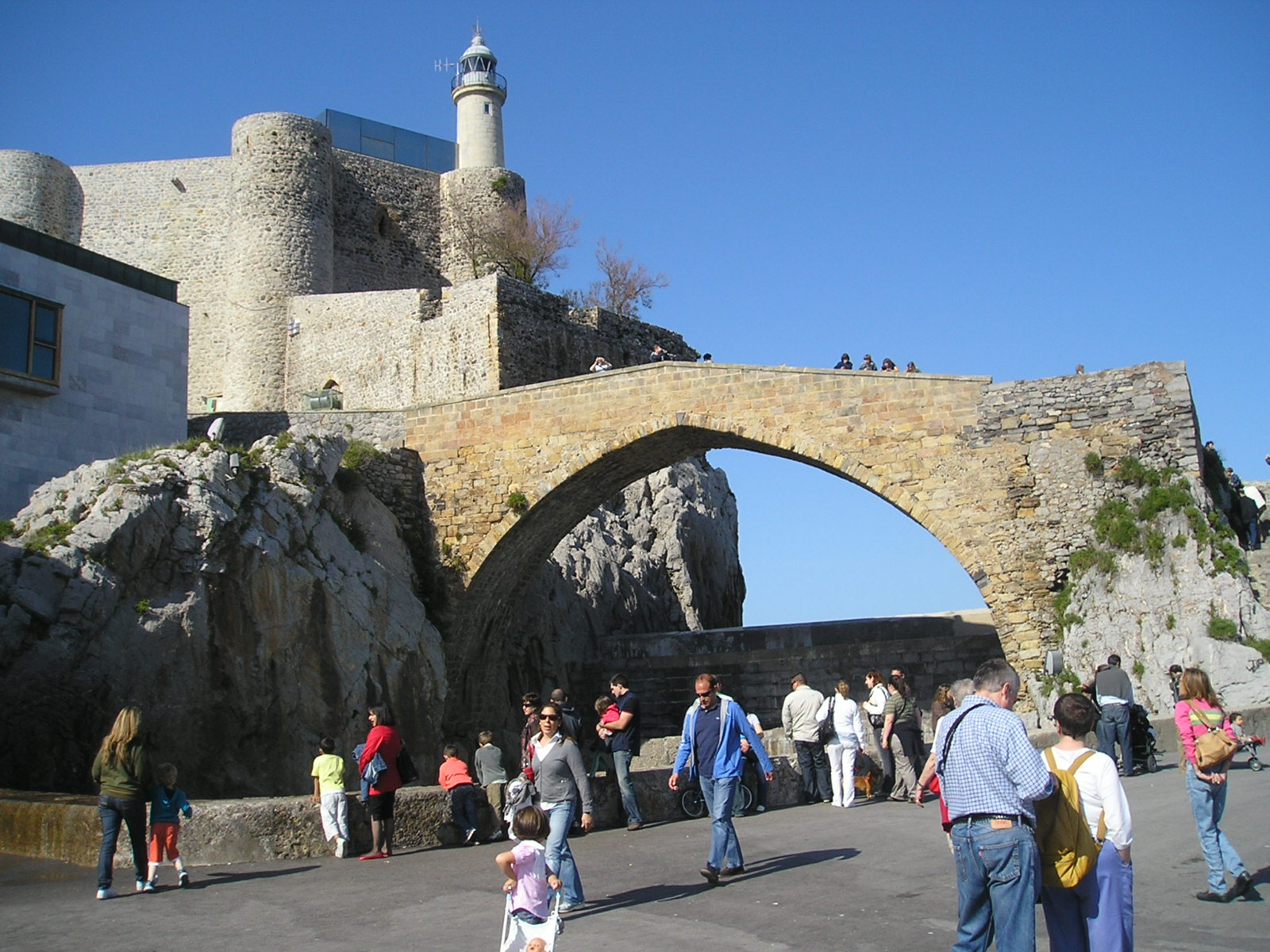
Faro del castillo de Santa Ana, situado justo al lado de la iglesia de Santa María, fue encendido por primera vez durante el reinado de Isabel II

El faro y el castillo en el que está enlazado, están situados en el casco antiguo de la villa, junto a la iglesia gótica de Santa María. Fue construido durante los siglos XIII y XIV. Se compone de una planta pentagonal y muros reforzados en sus esquinas.
El faro fue encendido por primera vez el 19 de noviembre de 1853, durante el reinado de Isabel II. El plano focal se encuentra situado a 49 m sobre el nivel del mar) y a 16,49 m sobre el terreno. Inicialmente contó con un sistema de alumbrado basado en una lámpara de aceite con óptica catadióptrica fija, alrededor de la cual giraban dos lentes verticales con filtro rojo sobre un carro circular, accionado mediante una máquina de relojería. Posteriormente la lámpara de aceite fue sustituida por una Maris de una mecha y en febrero de 1919 se introdujo un sistema eléctrico. La siguiente reforma añadió dos lentes exteriores más y un flotador de mercurio, además de una nueva linterna cilíndrica.
Las últimas obras realizadas han instalado una linterna de montantes helicoidales, procedente del faro de Adra, así como una nueva instalación luminosa formada por varios paneles giratorios con lámpara de haz sellado y alumbrado de reserva a baja tensión.
Cabe destacar que el faro está unido al puerto a través del puente medieval, también llamado puente romano o puente viejo.

## Servicios

### Educación
| Tipo              | Nombre                                  | Observaciones |
| ----------------- | --------------------------------------- | ------------- |
| Colegio           | El Pedregal                             | Público       |
| Colegio           | Riomar                                  | Público       |
| Colegio           | Santa Catalina                          | Público       |
| Colegio           | Arturo Dúo Vital                        | Público       |
| Colegio           | San Martín de Campijo                   | Público       |
| Colegio           | Miguel Hernández                        | Público       |
| Colegio           | Mendendez Pelayo                        | Concertado    |
| Instituto         | Ataúlfo Argenta                         | Público       |
| Instituto         | Dr. José Zapatero                       | Público       |
| Instituto         | 8 de marzo                              | Público       |
| Centro de Adultos | CEPA Castro                             | Público       |
| Idiomas           | Escuela municipal de idiomas            | Público       |
| Musical           | Escuela municipal de música La Sirenuca | Público       |
| Musical           | Conservatorio Jesús de Monasterio       | Público       |
| Danza             | Escuela pública de Danza La Correría    | Público       |
| Danza             | Escuela municipal de gimnasia rítmica   | Público       |
| Teatro            | Escuela municipal de teatro La Villa    | Público       |
| Otros             | Escuela taller de Castro-Urdiales       | Público       |

#### Biblioteca municipal
Se encuentra en el centro cultural Eladio Laredo, ubicado en el centro de la ciudad. Cuenta con dos espacios diferenciados dependiendo de la edad: biblioteca para adultos y biblioteca infantil que, entre las dos, suman un total de 185 plazas repartidas en zonas de lectura/estudio y hemeroteca. En 2007 contaba con 9244 monografías, 1419 vídeos de cine, documentales, series de televisión; 424 CD de música de distintos géneros y 153 vídeos.

#### Centro Internacional de Encuentros Matemáticos (CIEM)
En el centro cultural La Residencia tiene su sede el Centro Internacional de Encuentros Matemáticos (CIEM) desde que inició sus actividades el 9 de enero de 2006. Esta institución, dependiente de la Universidad de Cantabria, tiene como objetivo la promoción de la investigación matemática de excelencia. Para ello presta especial atención a la investigación multidisciplinar incluyendo desde los aspectos más básicos hasta los aplicados y computacionales.
A lo largo de todo el año, desarrolla diversas actividades de tipo científico, reuniones internacionales destinadas a especialistas y estudiantes postgrado, así como de tipo divulgativo destinadas al público en general. Desde su inicio, ha desarrollado más de 100 reuniones en las que han participado más de 4500 matemáticos de todo el mundo.

### Sanidad

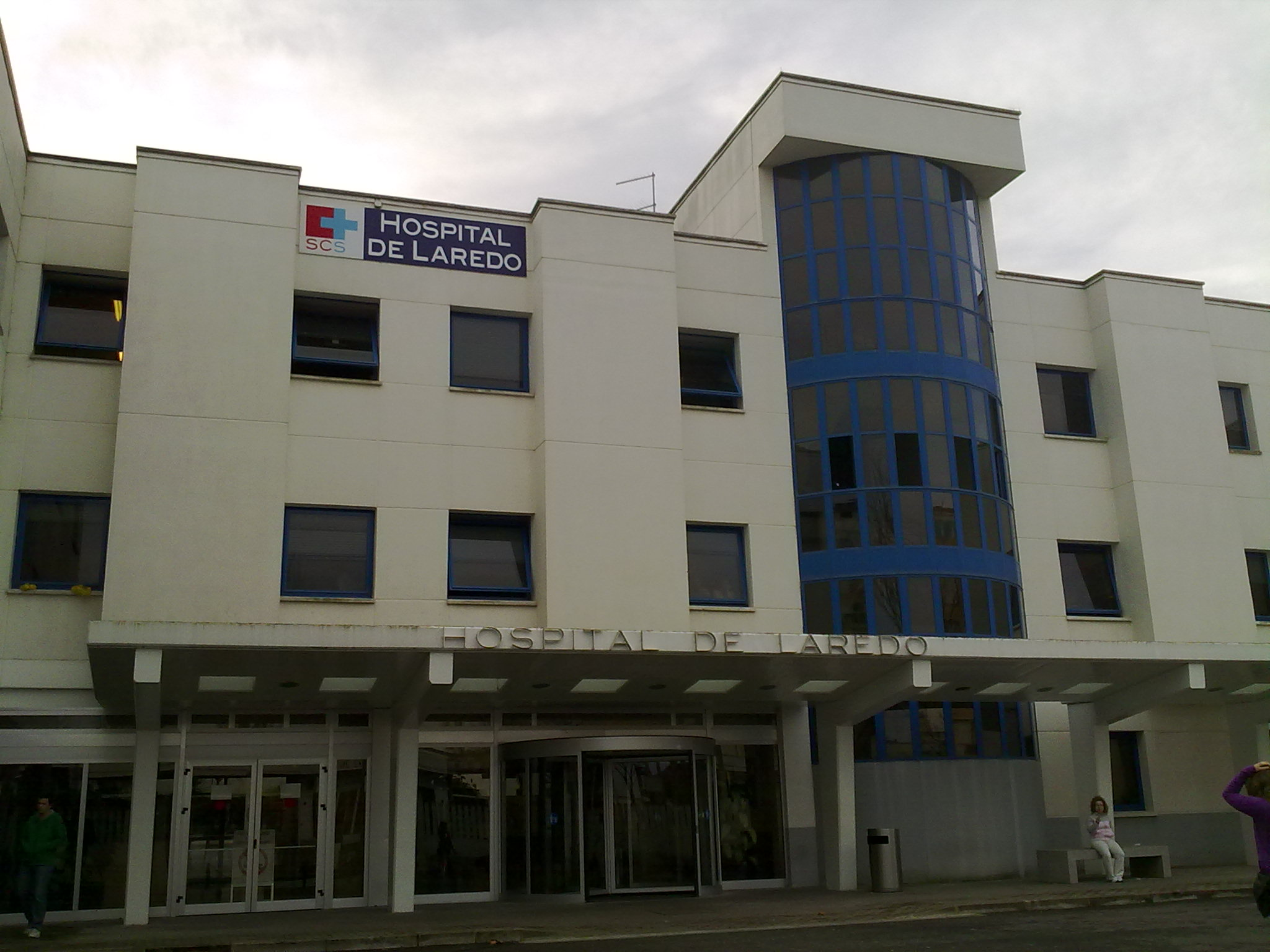
Hospital Comarcal de Laredo

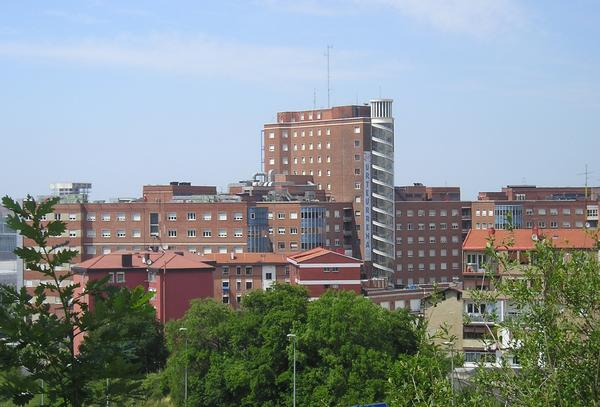
Hospital de Cruces

| Nombre                                       | Observaciones         |
| -------------------------------------------- | --------------------- |
| Centro de salud La Barrera                   | Castro-Urdiales       |
| Centro de salud Cotolino                     | Castro-Urdiales       |
| Cruz Roja Española                           | Castro-Urdiales       |
| Hospital Comarcal de Laredo                  | Laredo (Cantabria)    |
| Hospital Universitario Marqués de Valdecilla | Santander (Cantabria) |
| Hospital de Cruces                           | Baracaldo (Vizcaya)   |
| DYA                                          | Castro-Urdiales       |
| Centro Médico Integral                       | Castro-Urdiales       |
| Clínica Castro - Igualatorio                 | Castro-Urdiales       |
| Mutua Montañesa                              | Castro-Urdiales       |
| Centro de día                                | Castro-Urdiales       |

### Comunicaciones
Dispone únicamente de medios de transporte terrestres, en concreto carreteras. Por el municipio discurren una autovía, una carretera nacional, cuatro carreteras autonómicas y una red local de carreteras:
- Autovía del Cantábrico (A-8) (Irún-Santiago de Compostela)
- N-634 San Sebastián-Santiago de Compostela, entre los pK 137 y 159
- CA-250 Castro-Urdiales-Puerto de las Muñecas (límite con Vizcaya)
- CA-520 Castro-Urdiales-Guriezo, pasando por el puerto de La Jaya
- CA-522 Santullán-Sámano
- CA-523 Ontón-Otañes

Las líneas que dan servicio a la ciudad castreña son los siguientes:
Castrobus
- L1. Juzgados - El Hoyo
- L2. Oriñon - Islares - Castro
- L3. Baltezana - Otañes
- L4. Castro - Helguera/Montealegre

IRB Castro
- Línea A. Castro - Bilbao (directo)
- Línea B. Castro - Bilbao (por N-634)
- Línea C. Castro - Barakaldo

ALSA
- Castro - Guriezo
- Castro - Hospital de Laredo
- Castro - Santander
- Gijón - Irún
- Santander - Zaragoza
- Santander - Pamplona

Dispuso hasta los años 1960 de estación de ferrocarril, inicio de la línea a Traslaviña (Vizcaya), donde empalmaba con el ferrocarril Santander-Bilbao, de ancho de vía métrico. Actualmente dicha línea es una vía verde aunque se han planteado proyectos para rehabilitarla o bien conectar al municipio con la red de Renfe Cercanías Bilbao. En cuanto al ferrocarril de alta velocidad se encuentra en estudio una parada del Corredor Cantábrico.
En cuanto a aeropuertos, el aeropuerto de Bilbao es el más cercano a 45 km, mientras que el de la capital regional, el aeropuerto de Santander, se encuentra a 65 km. Por último señalar que la ciudad de Castro-Urdiales también dispone de un servicio de taxis.

## Cultura

### Deporte

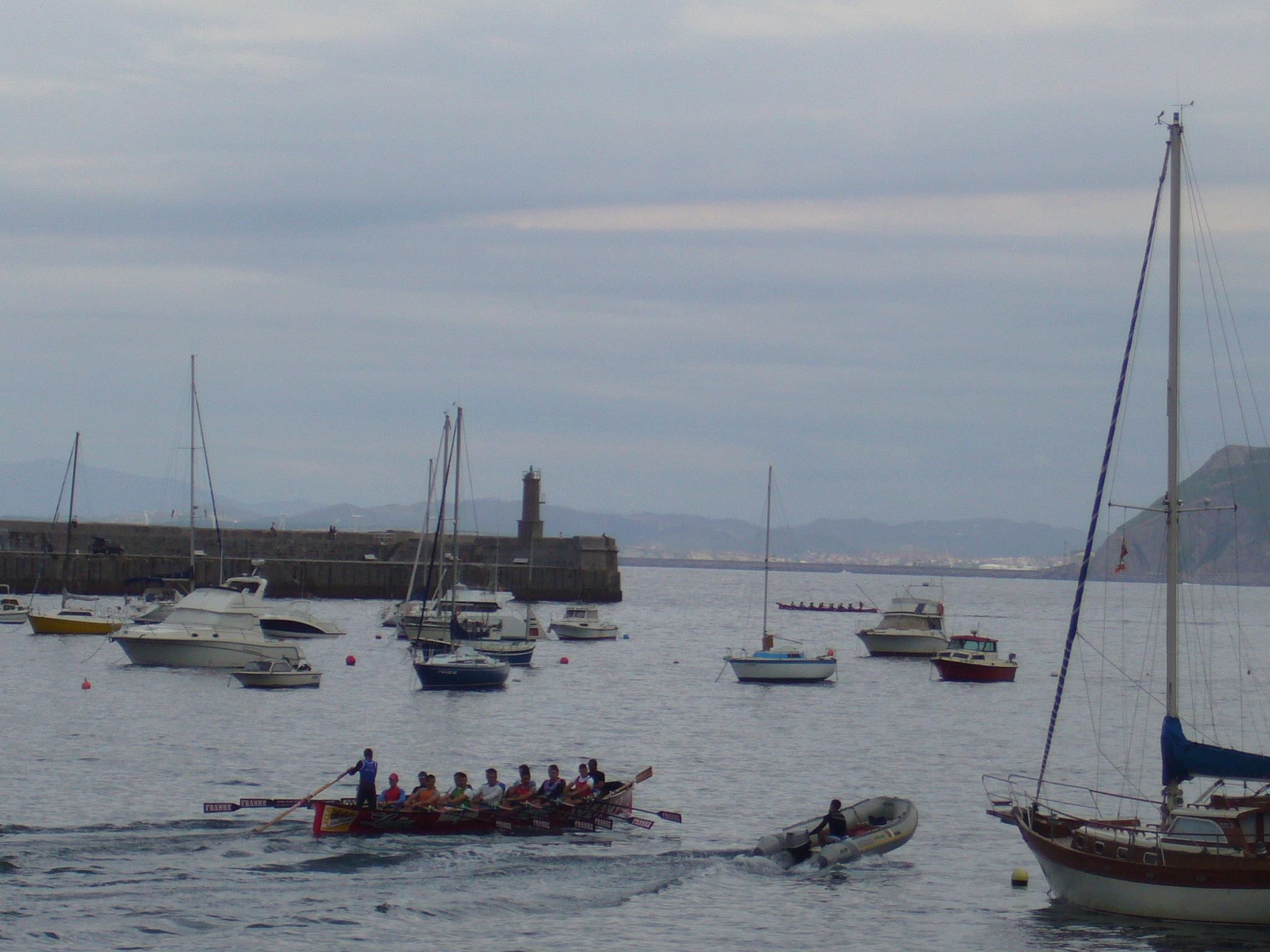
La Marinera, trainera de la SDR Castro Urdiales, entrenando en el puerto

Castro-Urdiales ha destacado en el deporte principalmente gracias a los clubes de remo, como la SDR Castro Urdiales, que militó durante varios años en la Liga ACT. El club consiguió a lo largo de su historia varias e importantes victorias como 1 Campeonato de España de Traineras, 2 Campeonatos de España de Trainerillas, 3 Campeonatos de España de Bateles, 10 Campeonatos de Cantabria de traineras, 4 Banderas de La Concha o 3 Banderas de Santander. En 2013 el club desapareció y cedió su plaza en la ACT a la SDR Castreña, debido a numerosos impagos.
En cuanto al fútbol, varias localidades del municipio cuentan con equipo, siendo el más importante el Castro FC. El conjunto juvenil del Castro FC jugó en la temporada 09/10 en la máxima división de la categoría juvenil, la División de Honor. En ella se enfrentan a los principales equipos del norte de España, como el Racing de Santander o el Deportivo de La Coruña. Por último, en fútbol sala, el FS Castro Urdiales, equipo que militó durante doce temporadas (1996-1997, 2007-2008) en la Segunda División de fútbol sala del fútbol sala español, ganando la liga en dos ocasiones, pero sin llegar a promocionar a la Primera División de fútbol sala. Tras una serie de problemas económicos el equipo fue descendido al finalizar la temporada 2007-2008, para pasar a segunda nacional A (actual Segunda División B de fútbol sala) y posteriormente, en 2012 y debido nuevamente a problemas económicos, a la Tercera División Nacional de fútbol sala. Tras ocho años en el grupo cántabro de la Tercera División, el equipo gana la liga en la temporada 2018-2019 y se enfrenta en el play-off de ascenso a Segunda B al Unión Arroyo, conjunto vallisoletano de Arroyo de la Encomienda. El conjunto castreño, pese a no superar la eliminatoria, consigue una plaza en la categoría de bronce para la temporada 2019-2020 tras la renuncia de un conjunto catalán y la consiguiente restructuración de los grupos. Es muy importante también el triatlón que se celebra anualmente en la ciudad que en 2008 celebra su XIX edición. Este es organizado por el club de la ciudad, el Triflavi.
De igual manera cabe resaltar la importancia histórica del atletismo en el municipio, ya que, incluso en el pasado, existían evidencias claras de la práctica de este deporte. Los momentos cumbre de esta disciplina llegaron de la mano de diversos colectivos de deportistas que, representando a Castro en nombre del primitivo Club Carbonero Castro, el antiguo Club Atlético Castro, la Castro O.J.E (Organización juvenil española), o bien por clubes vascos, llegaron a ser medallistas nacionales, campeones regionales y estatales, e incluso en algunos casos internacionales. Todo ello durante el régimen franquista, pero en la actualidad, todavía se sigue practicando este deporte a un alto nivel competitivo.
En mayo se celebra el Trail RAE de Otañes carrera de 34 km por montaña con 2200 m de desnivel positivo, que en 2016, en su VIII edición, es puntuable para la copa de España de Carreras por Montaña de la FEDME (Federación Española de Montañismo).
También cabe destacar que el ayuntamiento castreño cuenta con el Instituto Municipal de Deportes, que gestiona algunas instalaciones deportivas municipales y organiza escuelas para iniciar a los más pequeños en un deporte. En la siguiente tabla se muestran algunos equipos del municipio:
| Club                           | Deporte     | Competición                                                                                   | Instalación deportiva                                   |
| ------------------------------ | ----------- | --------------------------------------------------------------------------------------------- | ------------------------------------------------------- |
| SDR Castreña                   | Remo        | Liga ARC 1                                                                                    | Pabellón de actividades náuticas Ana González Balmaseda |
| Actividades Náuticas de Castro | Remo        | Categorías inferiores                                                                         | Pabellón de actividades náuticas Ana González Balmaseda |
| Kayak Club Castro Urdiales     | Piragüismo  | Liga nacional y liga regional de piragüismo Varias competiciones nacionales e internacionales | Pabellón de actividades náuticas Ana González Balmaseda |
| FS Castro Urdiales             | Fútbol sala | Tercera división de fútbol sala                                                               | Polideportivo Peru Zaballa                              |
| Castro Fútbol Club             | Fútbol      | Tercera división                                                                              | Estadio municipal de Riomar                             |
| UD Sámano                      | Fútbol      | Tercera División                                                                              | Campos del Vallegón de Sámano                           |
| Asociación Deportiva Mioño     | Fútbol      | Categorías inferiores                                                                         | E.M Mioño Estación de Mioño                             |
| Balonmano San Andrés           | Balonmano   | Categoría sénior                                                                              | Polideportivo Pachi Torre                               |
| Balonmano Promociones Paraíso  | Balonmano   | Categoría sénior                                                                              | Polideportivo Pachi Torre                               |
| Balonmano Samano-San Andrés    | Balonmano   | Categoría sénior                                                                              | Polideportivo Portus Amanus de Sámano                   |
| Club Baloncesto Castro         | Baloncesto  | Categoría sénior                                                                              | Polideportivo Peru Zaballa                              |
| Club Castro Basket             | Baloncesto  | Categoría sénior                                                                              | Polideportivo Pachi Torre                               |
| Club Atlético Castro           | Atletismo   | Ligas nacionales y ligas regionales de todas las categorías                                   | Estadio Riomar                                          |
| Club Carbonero Castro          | Atletismo   | Categorías inferiores                                                                         | Estadio Riomar                                          |

#### IMD
Escuelas municipales deportivas, creadas y gestionadas por el IMD (Instituto Municipal de Deportes):
| Escuela          | Edades que abarca             |
| ---------------- | ----------------------------- |
| Ajedrez          | Minibenjamín a cadete         |
| Atletismo        | Benjamín a veteranos          |
| Baloncesto       | Benjamín a cadete             |
| Balonmano        | Benjamín a cadete             |
| Gimnasia rítmica | Nivel 0 a nivel 4             |
| Fútbol           | Minibenjamín a cadete         |
| Multideporte     | Nivel 1 a nivel 4             |
| Natación         | Nivel 1 a nivel 4             |
| Remo             | Alevín a juvenil              |
| Tenis            | Minitenis a perfeccionamiento |

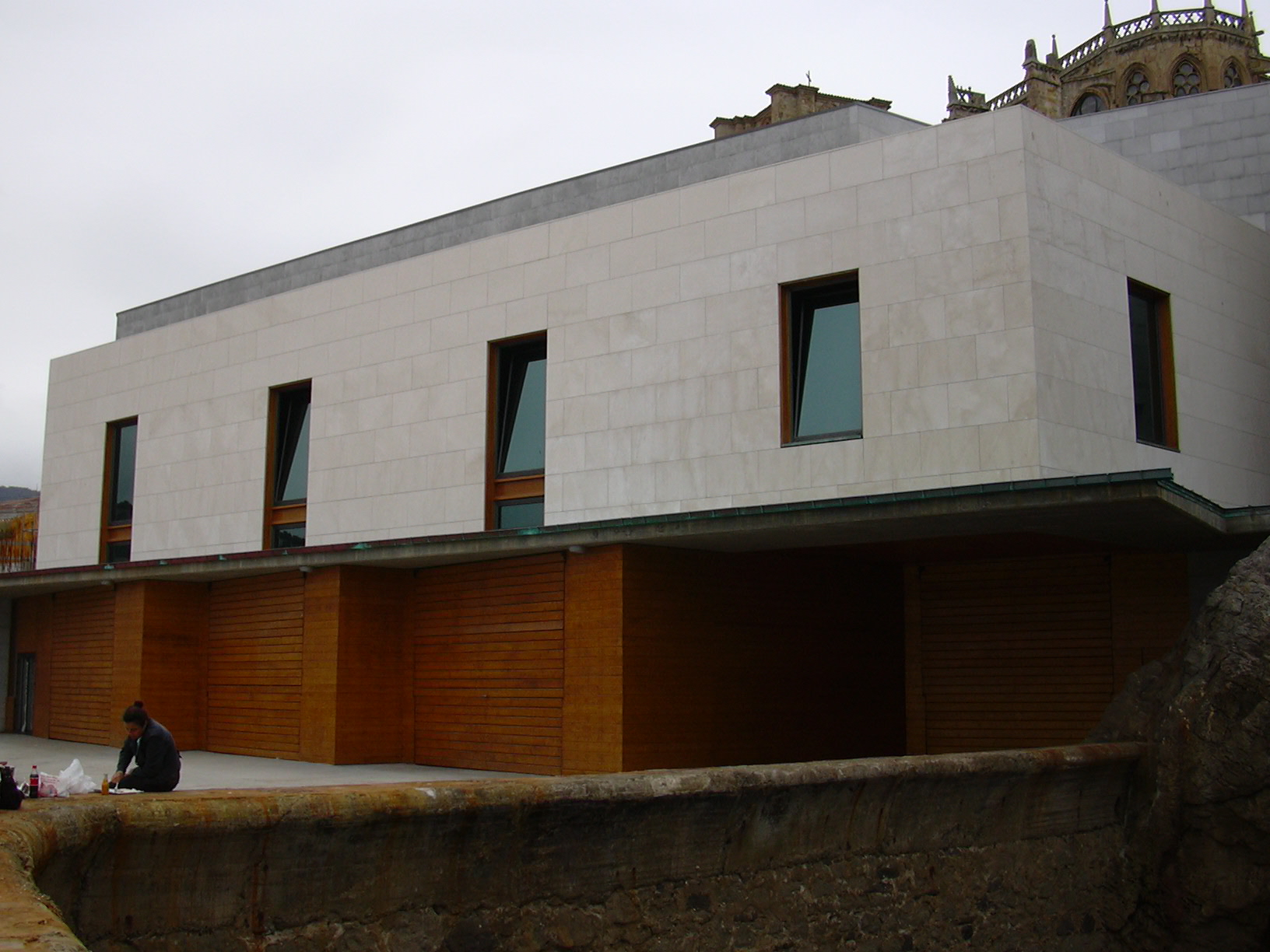
Pabellón de actividades náuticas Ana González Balmaseda en el área portuaria, sede del club de piragüismo, Kayak Club Castro Urdiales; de los de remo, Sociedad Deportiva de Remo Castro Urdiales y C.D.E. Actividades Náuticas Castro; y de los clubes de submarinismo, CASCA, club de actividades subacuáticas Castro Urdiales y Mundo Marino

Destacan como instalaciones deportivas:
- Estadio de Riomar, que posee pista de atletismo y campo de fútbol
- Campos de fútbol: Vallegón en Sámano, E.M Mioño Estación en Mioño
- Polideportivos: Peru Zaballa y Pachi Torre en la capital municipal, Anita en Mioño y Portu Amanus en Sámano
- Pabellón de Actividades Náuticas Ana González Balmaseda en el área portuaria, sede del club de piragüismo, Kayak Club Castro Urdiales; de los de remo, Sociedad Deportiva de Remo Castro Urdiales y C.D.E. Actividades Náuticas Castro; y de los clubes de submarinismo, CASCA, Club de Actividades Subacuáticas Castro Urdiales, Club de Buceo Castro-Sub y Mundo Marino
- Puerto deportivo de Castro-Urdiales; club Náutico.
- Centro hípico La Gerencia, en Mioño
- Club de Tenis, en el barrio de Brazomar
- Skate Park, junto al cementerio
- Pabellones y gimnasios pertenecientes a los diversos centros escolares repartidos por todo el municipio

### Fiestas
- Festividad de Viernes Santo: celebrada el Viernes Santo, la fiesta consiste en la representación de la Pasión Viviente, evento que se viene celebrando desde el año 1984 y que tiene lugar por las calles del casco viejo de la ciudad. Cabe destacar que la representación está escenificada por los propios castreños.
- Festividad de San Juan: se celebra el 24 de junio, que es cuando comienza la Semana Grande de Fiestas en Castro-Urdiales, con una tradicional sardinada en La Atalaya. Durante esta fiesta, la medieval calle de San Juan se convierte en uno de los lugares más emblemáticos de la ciudad. La hoguera en La Atalaya, promontorio en la zona antigua de la ciudad que encara a la mar, y la verbena en la plaza del Ayuntamiento el día 23, darán comienzo a una fiesta que se caracteriza por ser una de las más populares de Castro. Destaca también el torneo de fútbol de San Juan y los pasacalles de gigantes y cabezudos.
- Festividad de San Pelayo Mártir: San Pelayo Mártir es el santo patrón de Castro-Urdiales, se celebra el 26 de junio, y el momento más importante del día es la romería que se celebra en La Atalaya, donde la merienda con tortillas, refrescos, pimientos y música hace que la tradición no se pierda desde hace unos años. Junto a las de San Andrés, es unas de las fiestas más populares y celebradas.

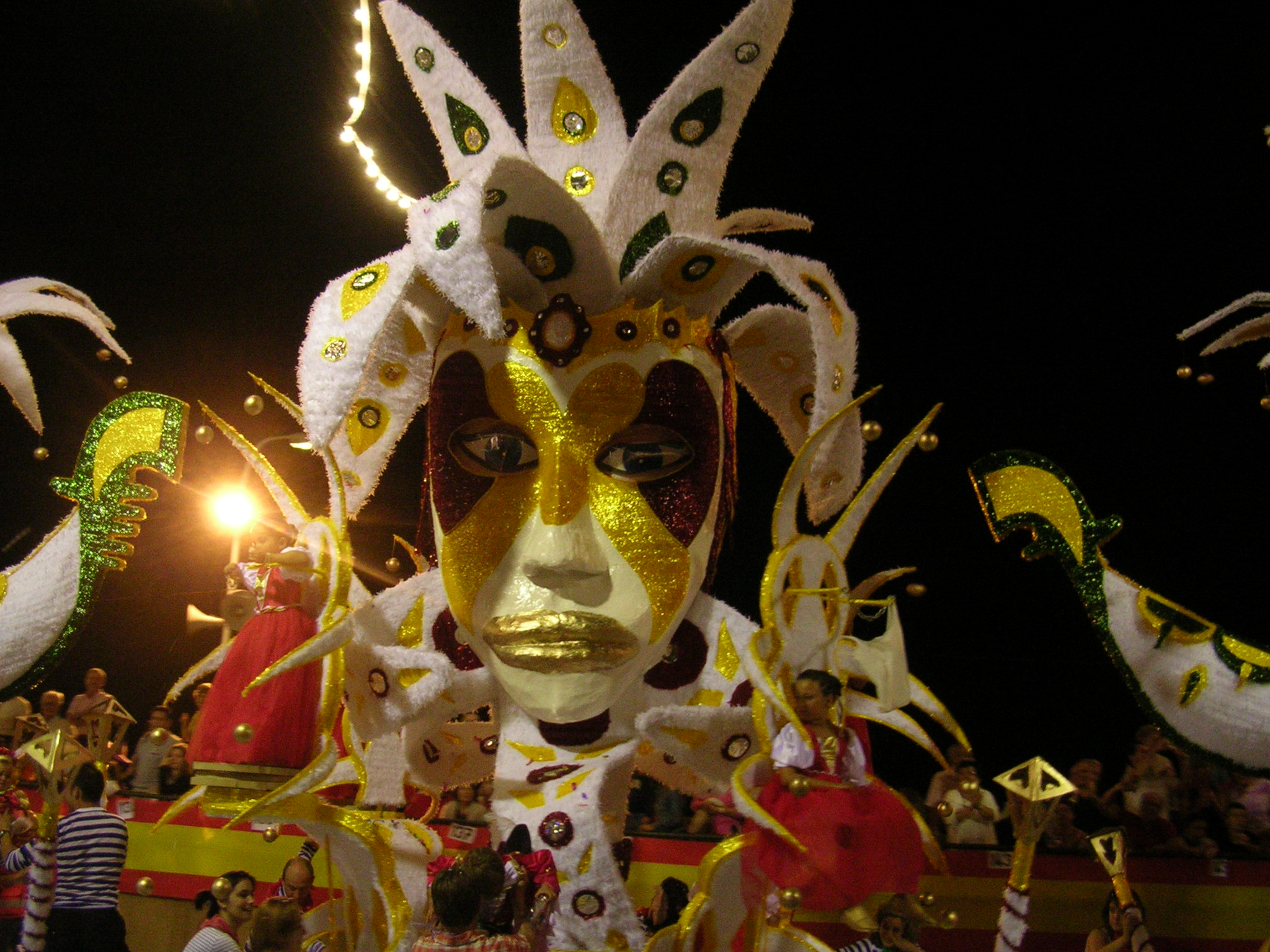
Carroza en la edición de 2006 del Coso Blanco

- Festividad del Coso Blanco: se celebra el primer viernes del mes de julio, y es una fiesta de color y música. Es quizás la fiesta más popular de la ciudad y está considerada de Interés Turístico Nacional. Las creaciones artísticas de los carrocistas se muestran en el desfile que se celebra a las 11 de la noche en el parque de Amestoy, donde se ameniza con la presencia de las autoridades de la ciudad, comparsas y numeroso público que se agolpa para seguir in situ inmersos en una batalla de bolas de confeti y serpentinas. Además del desfile de las carrozas, se realiza el lanzamiento de unos fuegos artificiales, preámbulo de la larga noche. Dos monumentales verbenas con toro de fuego incluidas, dan a la noche un ambiente de magia y color.[37]
- Festividad de la Virgen del Carmen: se celebra el 16 de julio y es una fiesta marinera, donde la bahía es el centro de atención ya que en ella se puede ver un espectáculo de color con todas las embarcaciones engalanadas y dispuestas a acompañar a la Virgen del Carmen hasta alta mar donde se realizará una ofrenda floral.
- Festividad de Santa Ana: se celebra el 26 de julio en la ermita dedicada a su nombre, ubicada en el conjunto histórico y donde se celebra una eucaristía. La verbena que se celebra en la parte inferior de la ermita centra los actos de este día dedicado a la Santa.
- Fiestas de Santa María de la Asunción: es la santa patrona de Castro-Urdiales, se celebra el 14 de agosto y también se conmemora a San Roque. Es una fiesta con una de las más antiguas tradiciones de la ciudad. La festividad comienza el día 14 de agosto con la llamada Procesión de las Vellilas, procesión nocturna en la que se saca la imagen de la Virgen desde la iglesia de Santa María para recorrer todo el casco viejo de la ciudad, y en la que la gente que la acompaña lleva una vela encendida. El día 15, el plato fuerte, es la marmita popular que se celebra en la plaza del Ayuntamiento, donde numerosas cuadrillas se agolpan para preparar su particular marmita marinera, sometida a un riguroso jurado culinario. Son típicas en estas fiestas las cucañas marítimas. El ambiente de alegría, la verbena y el toro de fuego crean un ambiente puramente de identidad veraniego.
- Festividad de San Andrés Apóstol: se celebra el 30 de noviembre y es junto al Coso Blanco una de las fiestas más populares y características de la ciudad. El protagonismo de los marineros en estos días es singular, por ser este el patrón de los mismos. El menú obligado de estos días son caracoles y besugo a la preve. Las regatas de bateles, las verbenas y concursos que evocan la vida marinera se celebran durante los días que se conmemora al santo.
- Fiesta de los Carnavales: la vistosidad de los trajes, la luz en el desfile y la necesidad de diversión caracterizan estos días, que finalizan con el entierro de la sardina en la dársena del puerto.

## Ciudades hermanadas
- Cabourg (Francia)
- Aire-sur-l'Adour (Francia)
- Bucraa (Sáhara Occidental)
- Miyec (Sáhara Occidental)
- Jerez de la Frontera (España)[38]